# Maximilien de Robespierre
(Maximilien de Robespierre)
Maximilien-François-Marie-Isidore de Robespierre, detto l'Incorruttibile (Arras, 6 maggio 1758 – Parigi, 28 luglio 1794) è stato un politico, avvocato e rivoluzionario francese.
Fu uno dei protagonisti della rivoluzione francese e tra i padri della Prima Repubblica francese. Eletto agli Stati generali del 1789 all'interno del Terzo Stato, e quindi membro dell'Assemblea nazionale costituente, si distinse per le posizioni radicali e intransigenti e la vicinanza alle istanze popolari. Divenne uno dei principali animatori del Club dei Giacobini, di cui fu più volte eletto presidente. Rieletto nel 1792 alla Convenzione nazionale, fu tra i promotori della nascita della repubblica ed entrò nel 1793 a far parte del Comitato di salute pubblica, divenendone il principale esponente, al punto che nel periodo del Terrore assunse di fatto la leadership indiscussa della Francia dopo l'esecuzione di Georges Jacques Danton, formando un triumvirato con Georges Couthon e Louis Antoine de Saint-Just.
Accusato di aspirare alla dittatura, nel luglio 1794, con il Colpo di Stato del 9 termidoro fu dapprima messo in stato d'accusa e subito dopo fuori legge dalla Convenzione con un voto a cui parteciparono i deputati moderati, diversi giacobini e i più violenti tra i rappresentanti in missione, quindi giustiziato il giorno successivo (28 luglio 1794) assieme ai suoi più fedeli seguaci. Si instaurò quindi un governo moderato che diede inizio al Terrore bianco anti-giacobino.

## Biografia

### Le origini (1758-1769)

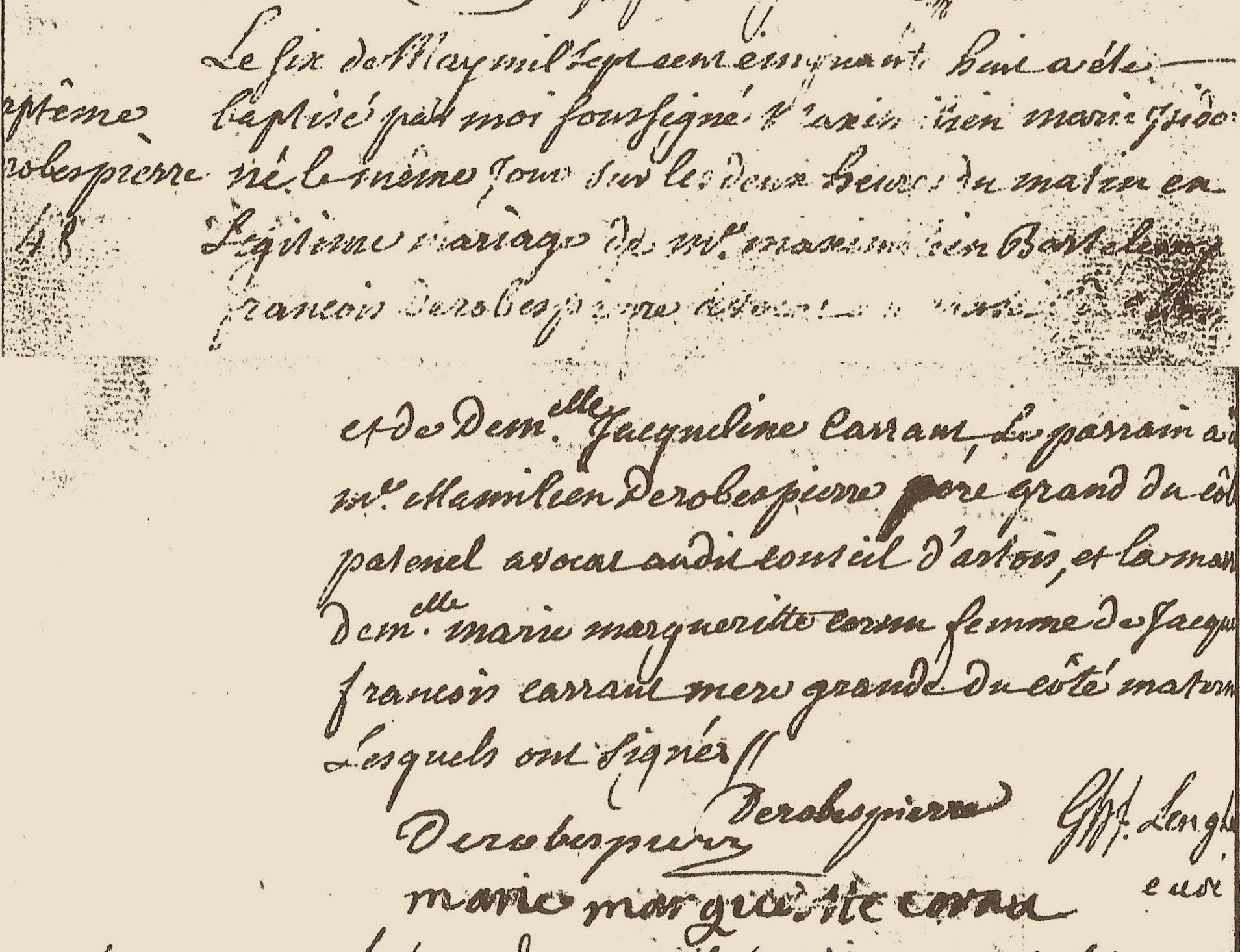
L'atto di nascita di Maximilien de Robespierre.

Maximilien-François-Marie-Isidore de Robespierre nacque ad Arras, cittadina della regione dell'Artois, nel nord della Francia, alle due di notte del 6 maggio 1758, da una famiglia i cui ascendenti paterni esercitavano la professione notarile nella Francia dell'ancien régime fin dal XVII secolo e appartenevano pertanto alla nobiltà di toga. Era il primogenito dell'avvocato François de Robespierre e di Jacqueline-Marguerite Carrault (1735-1764). Il 2 gennaio 1758, quando si sposarono, la madre era già incinta del futuro rivoluzionario. Fu battezzato lo stesso giorno nella chiesa di Sainte-Marie-Magdeleine.
La coppia ebbe altri quattro figli: Marie-Marguerite-Charlotte, Henriette-Eulalie-Françoise (1761-1780) e Augustin-Bon-Joseph. Un ultimo figlio visse il solo giorno della nascita, il 4 luglio 1764. In conseguenza di complicazioni del parto, dieci giorni dopo, morì prematuramente anche la madre e, secondo le memorie di Charlotte, il marito, molto sconvolto dalla gravissima perdita, abbandonò la professione e poi i suoi quattro figli, affidandoli ai parenti più stretti, e iniziò a viaggiare poco dopo, morendo a Monaco di Baviera il 6 novembre 1777, ma questo i figli non lo seppero mai. Maximilien rimase profondamente turbato dalla morte dell'adorata madre e dall'abbandono del padre, verso il quale sviluppò un rapporto sempre in bilico tra amore e odio, e non evocò mai il suo spiacevole ricordo.
Dopo la morte della madre, le due figlie furono accolte dalle zie paterne, Henriette ed Eulalie, che le mandarono nel convento di Manarres, un'istituzione caritatevole a Tournai che istruiva le ragazze povere dai nove ai diciotto anni, e i due figli furono allevati dai nonni materni, Jacques-François Carrault, un venerabile birraio di Arras, e Marie-Marguerite Cornu. Fra l'altro, contrasse il vaiolo che gli lasciò il volto leggermente butterato. Maximilien entrò nel 1765 nel collegio di Arras, un istituto gratuito gestito dai padri oratoriani, grazie alle zie e ai nonni materni. La sorella Charlotte, nelle sue memorie, lo descrive come giovane serio e posato. Nel settembre 1769, grazie al suo impegno e alla raccomandazione del canonico Aymé presso il vescovo di Arras, Hilaire de Conzié, Maximilien ottenne una borsa di studio di 450 lire annue dall'abbazia reale di Saint-Vaast e poté così entrare nel prestigioso collegio Louis-le-Grand di Parigi, retto anch'esso dai padri oratoriani, per intercessione dei nonni, distinguendosi per la sua intelligenza e il carattere poco socievole.

### Gli studi (1769-1780)

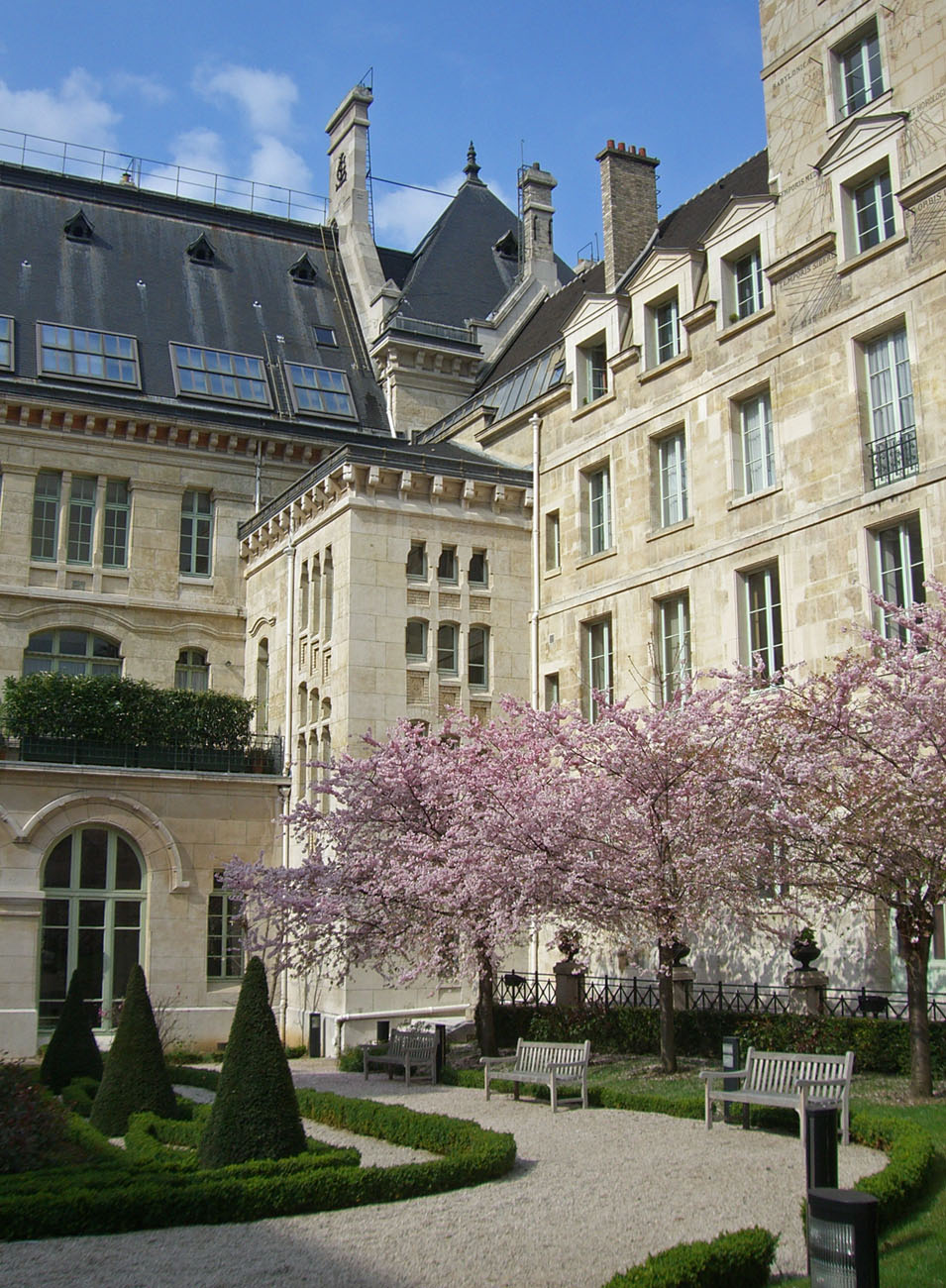
Il collegio Louis-le-Grand.

Il suo profitto negli studi fu brillante ed era il migliore tra gli allievi. Nel liceo ebbe per compagni Camille Desmoulins, più giovane di lui di due anni, Louis Fréron e i futuri ministri Lebrun-Tondu e Duport-Dutertre. Le testimonianze di Fréron e quelle dell'abate Proyart, prefetto del collegio, concordano nel descrivere Robespierre allievo studioso, assiduo, solitario, poco espansivo e sognatore. Ben voluto dagli insegnanti, l'11 giugno 1775, un giorno di pioggia, in presenza del direttore abate Jean-Baptiste Poignard d'Enthieuloye e del vicedirettore Proyart, su cinquecento alunni fu scelto dal suo maestro di eloquenza, l'abate Louis-Pierre Hérivaux, diventato repubblicano durante la rivoluzione, per pronunciare un elogio in versi latini da lui composto diretto al nuovo re Luigi XVI (H. Leuwers, nella sua biografia del 2014, dimostra però che l'incontro simbolico non possa aver avuto luogo se non nel 1773 o 1779), giunto con la moglie Maria Antonietta a visitare il collegio. Il sovrano, però, si dimostrò annoiato e prestò poca attenzione alle parole del giovane Robespierre e, una volta terminato il tributo, fece un semplice cenno di mano ai suoi servitori per proseguire la loro visita a Parigi.
I suoi maestri l'avevano introdotto allo studio dell'eloquenza e Maximilien aveva prontamente assimilato lo spirito dell'orazione classica. Hérivaux, ammirato dalla limpida forma letteraria e dal vigore delle sue orazioni, improntate alla morale stoica, ma ispirate anche dalla lettura delle Vite parallele di Plutarco, lo aveva soprannominato «il Romano». Come allora era in voga il classicismo nell'arte, così si ammiravano le virtù austere delle figure storiche dell'antichità e le forme politiche della Grecia e della Roma repubblicane, benché incompatibili con l'assolutismo dominante in Francia e nell'Europa intera. Tra i contemporanei, l'uomo che sembrava incarnare virtù antiche era certamente Jean-Jacques Rousseau, che una tradizione vuole aver ricevuto, nel 1778, una visita di Robespierre, come sembra confermare la Dedica di Maximilien Robespierre ai Mani di Jean-Jacques Rousseau, un foglio scritto di pugno dal rivoluzionario nel 1791:
Grazie all'educazione liberale, imparò ad ammirare l'idealizzata Repubblica romana e la retorica di Cicerone, Virgilio, Livio, Tacito e Catone, così lontane dai regimi assolutistici e dai costumi del Settecento, ma soprattutto adorava la storia di Lucio Bruto, che seppe emulare appieno. Secondo il vicedirettore della scuola "egli riponeva ogni interesse nello studio, trascurava tutto per lo studio, lo studio era il suo dio".
Robespierre ottenne il baccellierato in diritto il 31 luglio 1780 e il diploma di licenza il 15 maggio 1781, insieme con la lode e la somma di 600 franchi, la più alta che fino ad allora un licenziato del Louis-le-Grand avesse mai ricevuto, devoluta a favore degli studi del fratello minore Augustin. Terminati gli studi presso il collegio Louis-le-Grand, Robespierre frequentò brillantemente anche la prestigiosa università della Sorbona.

### L'avvocato Robespierre (1781-1789)

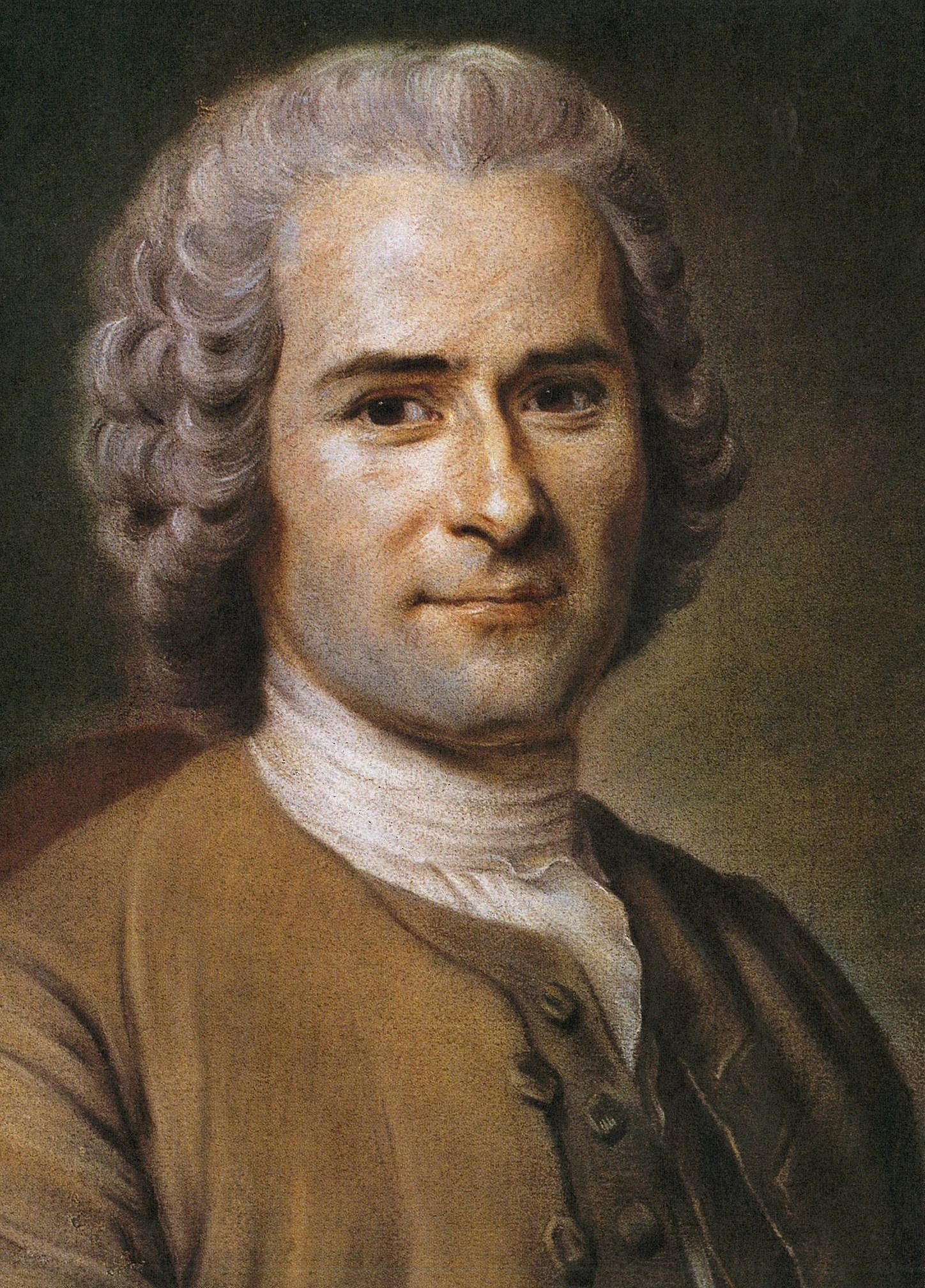
Jean-Jacques Rousseau

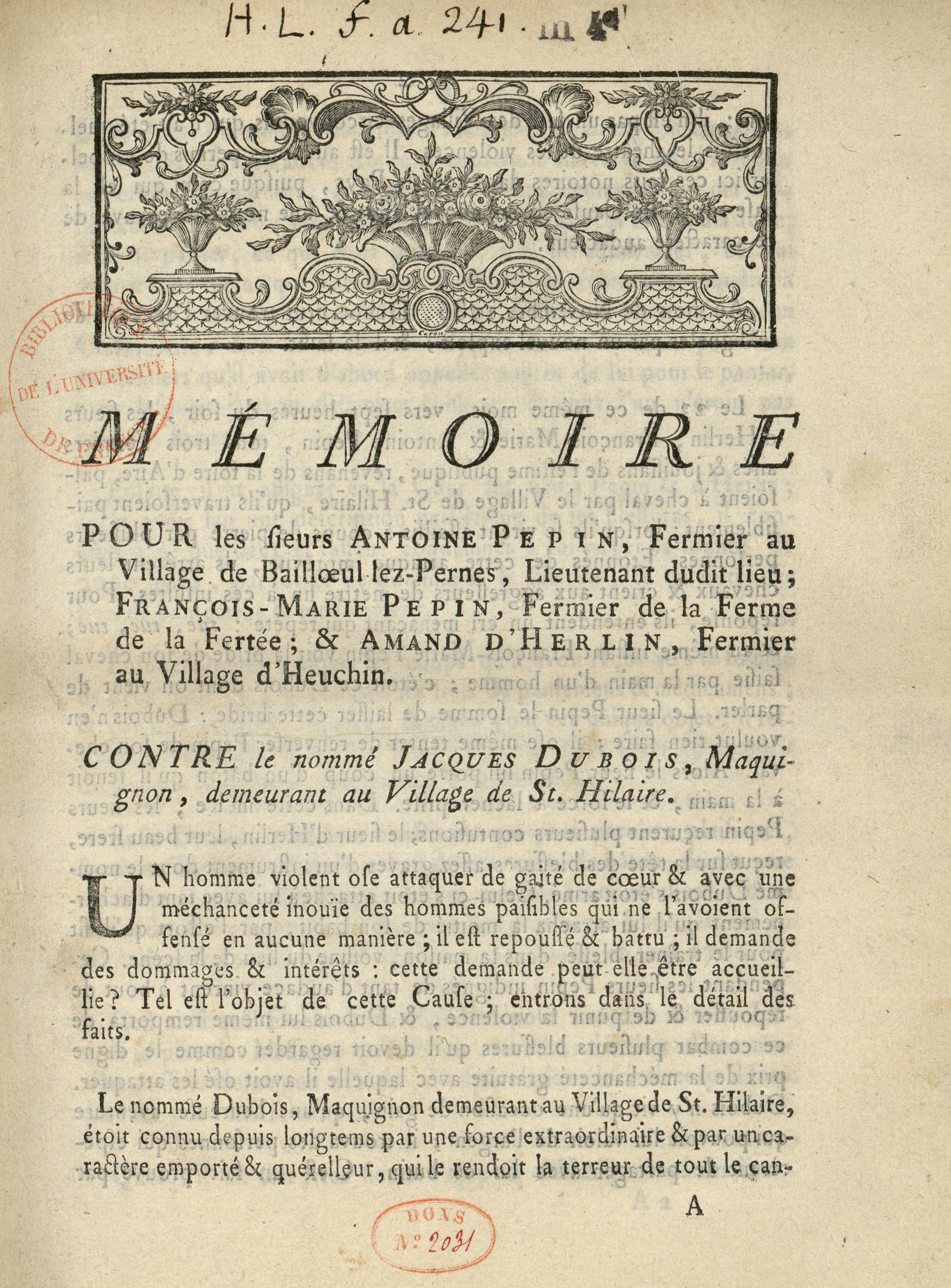
Maximilien de Robespierre, Mémoire, Biblioteca della Sorbona, NuBIS, HLFA 4=241, pièce 1.

Iscritto al registro degli avvocati del Parlamento di Parigi il 29 maggio 1781, Maximilien tornò alla natia Arras per esercitarvi la propria professione, facendosi conoscere per il patrocinio di cause difficili e apparentemente perse. La situazione della sua famiglia era mutata. Erano morti il 10 giugno 1775 la nonna materna e il 16 marzo 1778 il nonno materno, lasciando ai suoi nipoti un'eredità di 4.000 lire, e l'amata sorella Henriette di languore alla scuola di Tournai il 5 marzo 1780, alla giovanissima età di 18 anni e tre mesi. Le due zie paterne si erano sposate entrambe all'età di quarantuno anni: Eulalie il 2 gennaio 1776, con Robert Deshorties, un anziano notaio dedicatosi al commercio, Henriette il 6 febbraio 1777 con il medico Gabriel-François Du Rut.
Domiciliato in un piccolo appartamento di rue Saumon con la sorella Charlotte, grazie anche alla presentazione delle sue credenziali da parte dell'avvocato Guillaume Liborel, noto principe del foro della cittadina, Maximilien s'iscrisse l'8 novembre 1781 al Consiglio provinciale di Artois, seguendo così le orme del padre e del nonno paterno, cominciandovi a esercitare l'avvocatura nel regno dal 16 gennaio 1782, e nel maggio vinse la sua prima causa, patrocinando dei nipoti che erano stati diseredati dai familiari a favore di altri per aver scelto di rimanere cattolici anziché seguire la conversione dello zio al calvinismo. La sua illuminata carriera forense, tuttavia, interrotta in seguito all'inizio del percorso politico verso la rivoluzione nel 1789, con la quale si fece un nome, non lo portò a raggiungere gli stessi successi del padre.
Il 9 marzo 1782 fu nominato dal vescovo de Conzié giudice del Tribunale vescovile. La Camera episcopale di Arras, composta da un balivo e da cinque avvocati, assicurava l'alta, la media e la bassa giustizia ad Arras, a Vitry, nel villaggio di Marcœuil e in ventisei parrocchie della regione. Si rese conto che la funzione di giudice non faceva per lui. Allora, contrario per principio alla pena di morte, dovette tuttavia applicarla una volta nei confronti di un criminale e diede subito dopo le dimissioni.
Robespierre continuò pertanto a esercitare soltanto la libera professione di avvocato, distinguendosi nel delicato Affare Deteuf. Egli difese una ragazza, Clementine Deteuf, guardarobiera della storica abbazia di Saint Sauveur d'Anchin, a Pecquencourt, la quale, invano insidiata dal monaco Dom Brognart, per vendetta era stata falsamente accusata di furto da costui, che fu riconosciuto colpevole di diffamazione e condannato a risarcire la giovane Deteuf.
Nel maggio 1783, Robespierre si distinse nel cosiddetto Affare del parafulmine, che il signor de Vissery de Bois-Valé, avvocato a Saint-Omer, era stato costretto a disinstallare dal tetto della sua casa per ordine delle autorità cittadine, le quali temevano avesse effetti nefasti. Bois-Valé, seguace dei Lumi e ammiratore della scienza, fece ricorso al Consiglio superiore dell'Artois e affidò il suo patrocinio a Robespierre, il quale pronunciò un'arringa rimasta famosa che gli valse la vittoria nella causa. Ne scrisse anche il Mercure de France: «Il signor Robespierre, giovane avvocato di raro talento, ha dimostrato in questo affare, che era la causa delle scienze e delle arti, un'eloquenza e una sagacia che danno un'ottima idea delle sue capacità».
Nel 1787, fu responsabile di ventiquattro casi. Nel 1789 difese un certo Dupont, il quale, incarcerato ingiustamente per dodici anni con la semplice emissione di una lettre de cachet, richiedeva di ritornare in possesso di una sua legittima eredità. Nel processo, Robespierre si scagliò contro quell'odioso sistema, richiedendone la soppressione: «Come può ammettere l'autorità regia che dei privati, armati di lettres de cachet in bianco, che possono riempire a loro buon grado con i nomi di presunti criminali, tengano nei propri portafogli il destino di molti uomini, rievocando così il ricordo storico di quei famosi autori delle liste di proscrizione la cui mano tracciava, su tavolette insanguinate, la vita o la morte di una moltitudine di Romani?».

#### L'accademico Robespierre

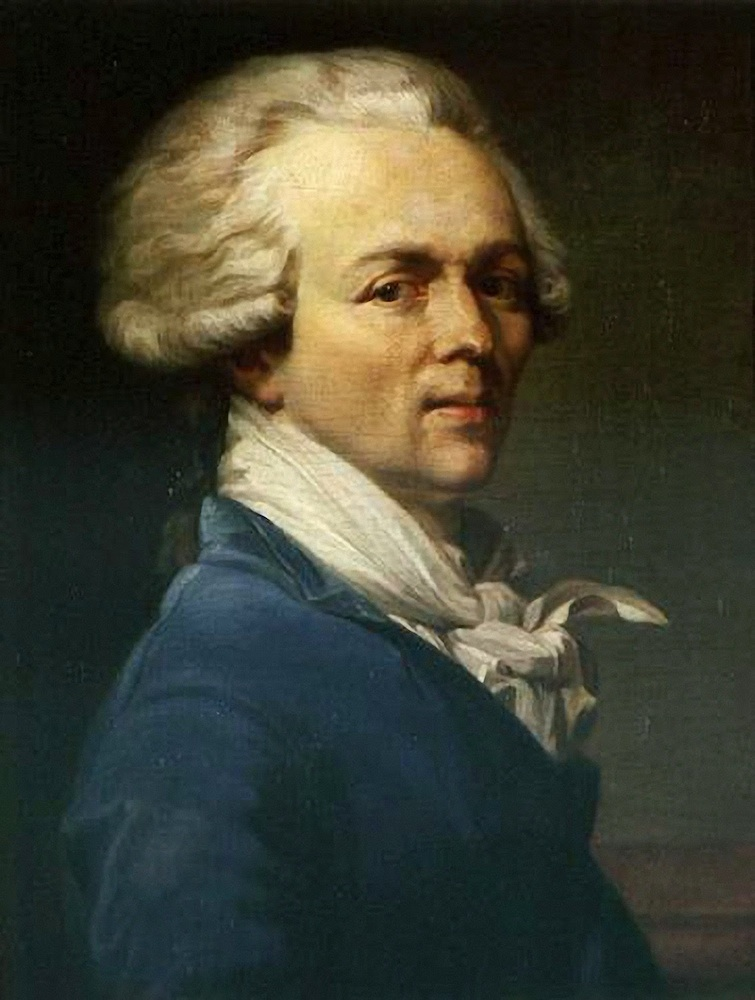
Robespierre ritratto da Ducreux.

Intanto, dalla fine del 1782, Maximilien era andato ad abitare con la sorella in una casa in rue des Jésuites, dove visse fino alla partenza per Parigi. Il 15 novembre 1783, Robespierre fu ricevuto nell'Académie di Arras grazie ai patrocini del collega Antoine-Joseph Buissart, con il quale aveva collaborato nell'Affare del parafulmine, e di Dubois de Fosseux, amico suo e di Gracchus Babeuf. Nell'occasione della cerimonia di insediamento, tenuta il 21 aprile 1784, vi lesse la dissertazione su L'origine dell'opinione che estendeva a tutti i componenti di una famiglia parte dell'ignominia associata alla pena infamante subita da un colpevole, che mandò all'Académie di Metz, ottenendo il secondo premio, consistente in una medaglia e 400 lire. La memoria fu oggetto della recensione di Pierre Louis de Lacretelle nel Mercure de France.
Robespierre pubblicò anche le memorie Elogio di Gresset, inviata al concorso bandito dall'Académie di Amiens del 1785, nella quale proponeva una legislazione più favorevole nei confronti dei figli illegittimi, e l'Elogio del presidente Dupaty, pubblicato nel 1789, in ricordo di Mercier Dupaty, presidente del Parlamento di Bordeaux, deceduto l'anno prima, un magistrato conosciuto e apprezzato da Robespierre studente a Parigi, nonché un filantropo avversario della barbarie delle pene in vigore a quei tempi.
Il 15 novembre 1785, fu accolto nel circolo letterario e musicale «Rosati», fondato ad Arras il 15 giugno 1778, che contava tra i suoi soci la migliore società della cittadina: dal capitano Lazare Carnot al musicista Pierre Cot, dal poeta Legay al conte de la Roque Rochemont. Al candidato veniva consegnato un diploma rosa, profumato di rosa, con un timbro a forma di rosa, sul quale erano scritti dei versi, al quale egli era tenuto a rispondere, improvvisando dei versi. E Robespierre improvvisò:
Il 4 febbraio 1786, fu eletto direttore dell'Académie Royale des Belles-Lettres di Arras. Qui sostenne, seguendo l'opinione razionalista, il principio dell'eguaglianza dei sessi e il diritto delle donne a far parte delle Accademie scientifiche e umanistiche, favorendo così, nel febbraio del 1787, l'ingresso nell'Accademia di Arras di due letterate, Marie Le Masson Le Golft e Louise-Félicité de Kéralio.

### Robespierre e le donne

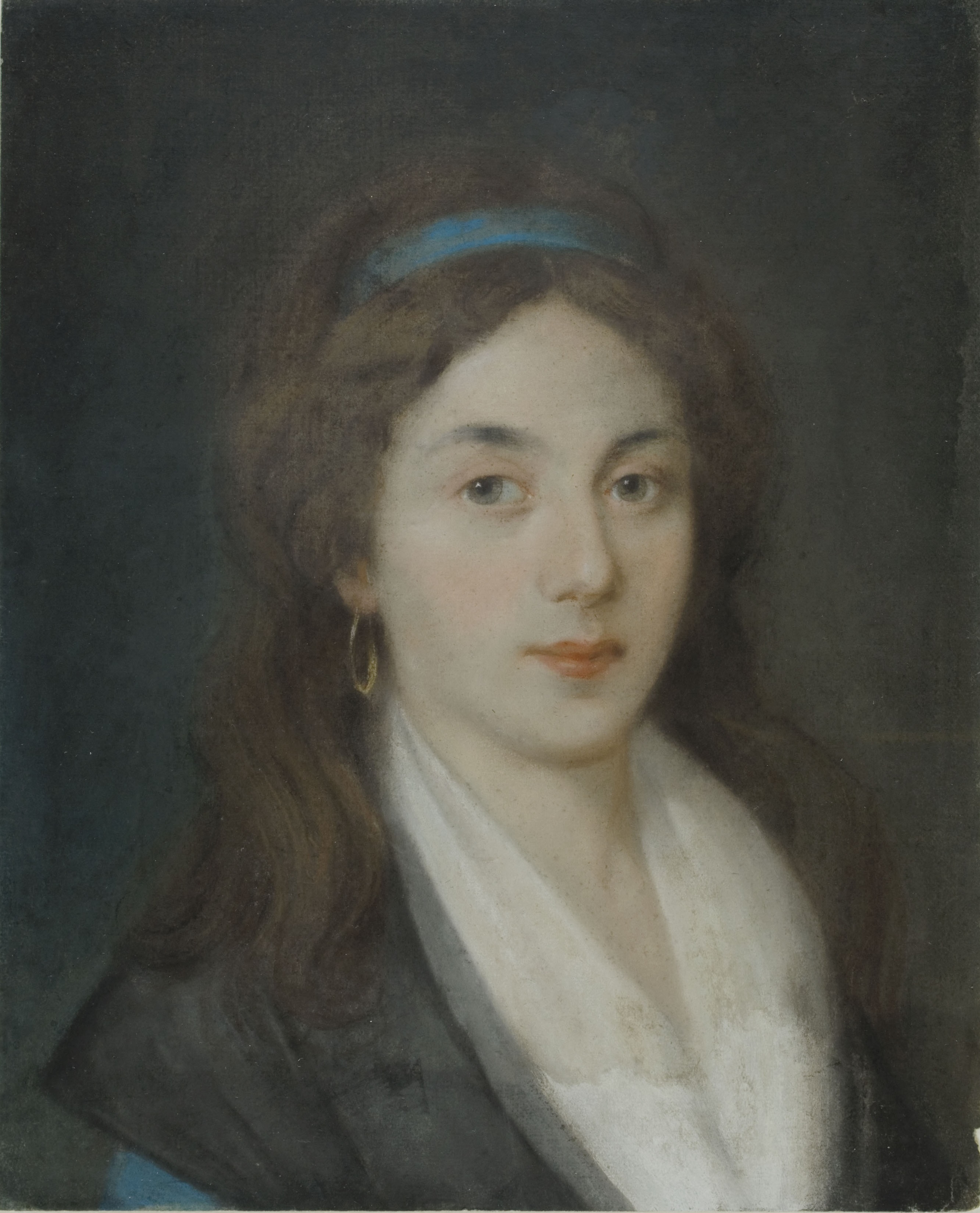
Autoritratto di Éléonore Duplay.

Robespierre non si sposò mai e non ebbe figli. Ad Arras, coltivò tuttavia diverse relazioni femminili. Ebbe un idillio con un'amica della sorella, M.lle Dehay, con la giovane inglese Ophelia Mondien, alla quale dedicò un madrigale che si è conservato, e con una certa M.lle Henriette. Tenne anche una corrispondenza con una signora dell'alta società, forse Madame Necker, e frequentò la casa di Madame Marchand, futura direttrice del Journal du Pas-de-Calais. 
Secondo la sorella Charlotte, M.lle Anaïs Deshorties, figlia di primo letto del marito di sua zia Eulalie, lo amò e fu ricambiata con un corteggiamento che durò dal 1789 fin verso il 1791. Deshorties sposò poi, nel 1792, un amico dello stesso Robespierre, l'avvocato Leduc. Pierre Villiers sostiene che Robespierre avrebbe avuto, nel 1790, una relazione con una giovane ventiseienne di modesta condizione e che sia stato fidanzato con una delle figlie del padrone della sua casa di Parigi, Éléonore Duplay, la quale sperò di poter sposare Maximilien. La sorella Charlotte scrive che Maximilien, "sommerso di lavoro com'era, interamente assorbito dalle sue funzioni di membro del Comitato di Salute Pubblica, poteva forse occuparsi di amori e di matrimoni?" Charlotte Robespierre sostiene anche che Éléonore corteggiava inutilmente il fratello, dal momento che Maximilien non era minimamente interessato a lei.
Il membro della Convenzione Monnel, nelle sue Memorie di un prete regicida, afferma che Éléonore e Robespierre erano segretamente sposati, e il loro matrimonio era stato organizzato da Saint-Just, cosa invece negata non solo da Charlotte, ma che non trova conferme in alcun documento, anche se la Duplay non si sposerà mai, e dopo la morte di Maximilien verrà chiamata "la vedova Robespierre".
Come molti personaggi di potere, esercitò un certo fascino sulle donne. Ne è una testimonianza fra tante la lettera di una giovane di Nantes del 13 pratile anno II (1º giugno 1794): "Dall'inizio della rivoluzione sono stata innamorata di te, ma, essendo sposata, ho saputo vincere la mia passione. Oggi che sono una donna libera, in quanto ho perso mio marito nella guerra in Vandea, voglio dichiararmi, in presenza dell'Essere Supremo".

### Deputato dell'Assemblea costituente (1789-1791)

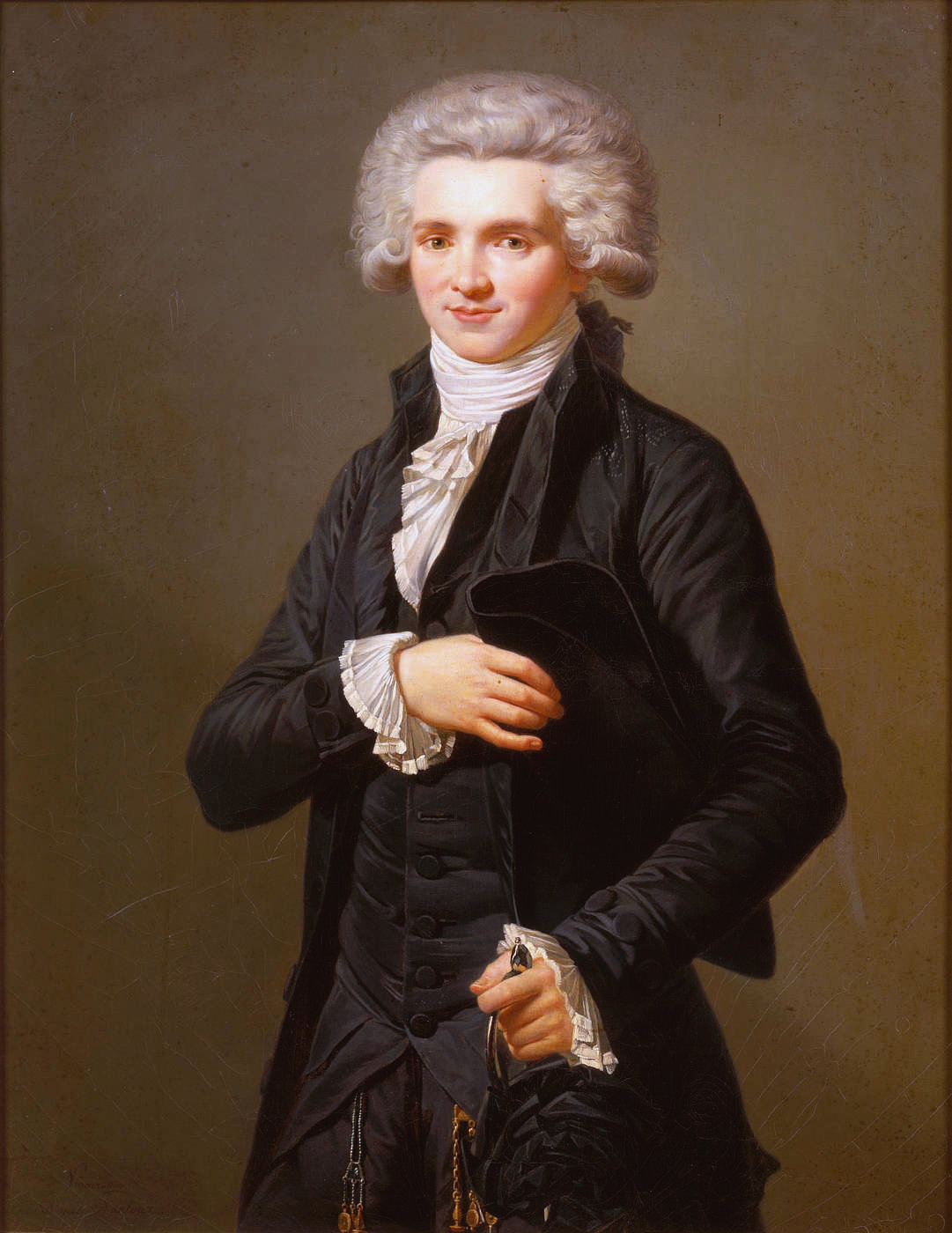
Un ritratto di Robespierre vestito da deputato del Terzo Stato.

Già al tempo del collegio, Robespierre non aveva mostrato interesse per alcuna confessione religiosa, come notarono con scandalo i suoi maestri, ma non per questo si riconosceva con lo scetticismo o il materialismo degli Enciclopedisti. Figlio del proprio tempo, aveva assimilato le idee dei philosophes, avvicinandosi con convinzione alle idee di Rousseau, e riteneva che la religione svolgesse un'importante funzione sociale. Se essa rappresentava per lui soltanto un'illusione, riconosceva che quell'illusione poteva essere almeno una consolazione per le masse dei diseredati e degli umili. Al servizio di costoro aveva messo le risorse della sua eloquenza «elegante e castigata». Aveva difeso un'inserviente, accusata ingiustamente di furto da un abate solo perché non era sottostata ai suoi desideri, e la cameriera di Lazare Carnot, che si voleva privare di un'eredità. Con le sue memorie accademiche aveva denunciato i pregiudizi di chi condannava i figli per gli errori dei padri e gli abusi del sistema giudiziario, lassista con i forti e inesorabile con i deboli.

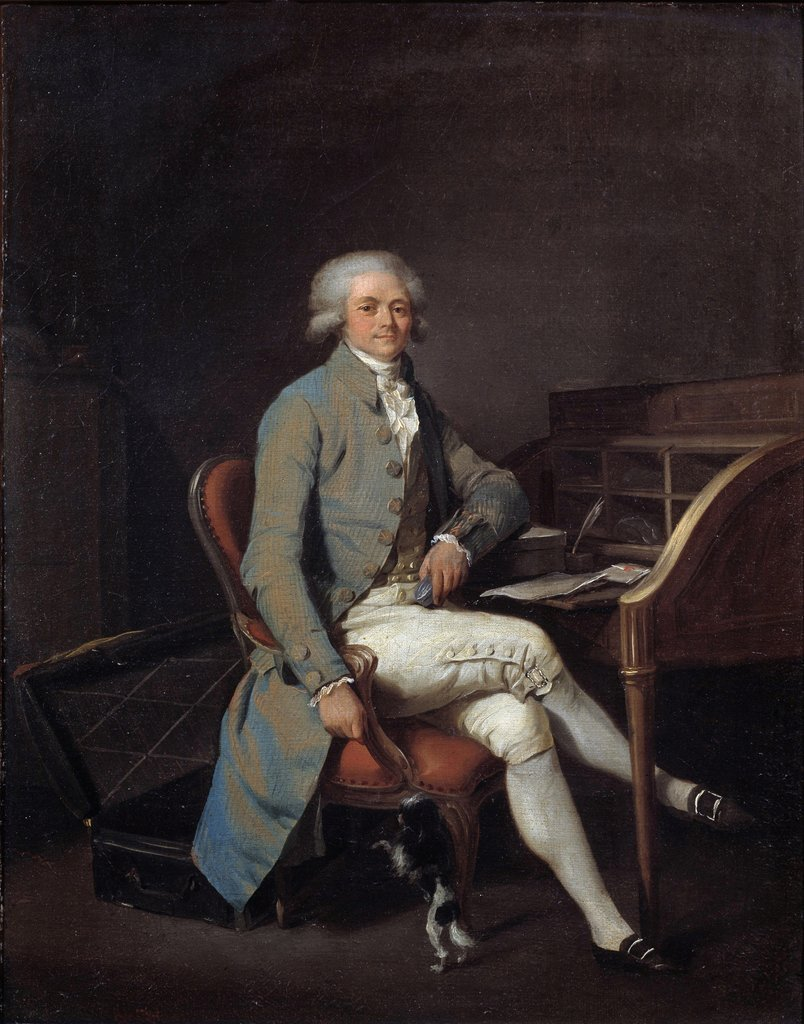
Robespierre nel 1791.

Con tutto ciò, Robespierre sarebbe probabilmente rimasto un illuminato avvocato di provincia se la crisi dell'ancien régime non fosse rapidamente precipitata. Nel 1788 si aprì la campagna per l'elezione dei rappresentanti agli Stati generali, convocati per il maggio 1789, e Robespierre presentò la memoria À la Nation artésienne, sur la nécessité de réformer les États d'Artois, nel quale criticava il sistema elettorale in vigore, che non garantiva un'equa rappresentanza dei cittadini, sbilanciata a favore della classe nobiliare. Denunciò anche i tentativi di alcuni nobili di presentarsi candidati per il Terzo Stato e le manovre dei notabili durante le assemblee elettorali con il pamphlet Les ennemis de la patrie démasqués par ce qui s'est passé dans l'Assemblée du Tiers état de la ville d'Arras.
Eletto tra i ventiquattro rappresentanti del Terzo Stato, il 25 marzo 1789 scrisse il Cahiers de doléances a favore della corporazione dei ciabattini, la più povera e numerosa della provincia, e indirizzò un Avis aux habitants de la campagne, garantendosi un appoggio degli elettori della provincia di Arras sufficiente per essere scelto, il 26 aprile 1789, tra i dodici deputati dell'Artois. A Versailles prese alloggio, con tre deputati contadini, nella locanda del Renard, in rue Sainte-Elisabeth.

David: Il giuramento della Pallacorda.

Nell'Assemblea Costituente, Robespierre intervenne la prima volta il 18 luglio 1789; prese la parola sessantanove volte in quell'anno, centoventicinque volte nel 1790 e ben trecentoventotto nei primi nove mesi del 1791. Prese parte al Giuramento della Pallacorda, con il quale il Terzo Stato si trasformò in Assemblea nazionale costituente, e si iscrisse al Club bretone, destinato successivamente a diventare il noto Club dei Giacobini. Rimase a Versailles durante la presa della Bastiglia, ma il 17 luglio si recò a Parigi insieme a un centinaio di deputati per incontrare i patrioti che avevano preso parte all'insurrezione: «Ho visto la Bastiglia, mi ci ha condotto un reparto di quella valorosa milizia cittadina che l'ha presa [...] Non potevo separarmi da questo luogo la cui vista suscita oggi in tutti i cittadini onesti soltanto soddisfazione e il pensiero della libertà».
Nei suoi interventi relativi alla redazione della nuova Costituzione, si batté perché non fossero concessi privilegi. Il 21 settembre 1789 si oppose alla concessione al re del diritto di veto sulle leggi approvate dall'Assemblea e, il 5 ottobre, dichiarò che «nessun potere può stare al di sopra della nazione e nessun potere che emani dalla nazione può imporre la sua censura alla Costituzione che la nazione si è data». Si oppose al sistema elettorale, formulato dall'Assemblea, che divideva i cittadini in «passivi», «attivi», ed «elettori», e che richiedeva che il deputato dovesse almeno possedere una proprietà fondiaria e pagare un contributo di un marco d'argento, che a suo dire avrebbe sostituito all'aristocrazia del sangue l'aristocrazia del denaro. A questo proposito, il 22 ottobre, dichiara all'Assemblea che:
Quando, nell'ottobre 1789, l'Assemblea Costituente trasferì la propria sede da Versailles a Parigi, Robespierre prese alloggio in un appartamento sito al terzo piano del numero 8 (oggi nº 64) della rue de Saintonge, dove, dal 1790, l'ufficiale dei dragoni e autore drammatico Pierre Villiers afferma - nel 1802 - di averlo servito come segretario. Continuò a frequentare il Club bretone di Versailles, che intanto aveva mutato il proprio nome in quello di Société des Amis de la Constitution e si unì anche all'omologa Société di Parigi, più nota con il nome di Club dei Giacobini, per il fatto di essere situata nei locali dell'ex-convento dei Giacobini di rue Saint-Honoré, vicino alle Tuileries. Robespierre divenne presto il maggior animatore delle sedute del circolo e intrattenne rapporti con i gruppi patriottici della provincia parigina.
All'Assemblea nazionale Robespierre votò a favore, tra gli altri provvedimenti, della Costituzione Civile del Clero, dell'abolizione della tortura, dell'uguaglianza dei cittadini di fronte alla legge, dell'abolizione dei cosiddetti "reati immaginari" come l'omosessualità o l'eresia.
In questo periodo era contrario alla pena di morte, che molti volevano abolire, ma che alla fine rimase, e sarà usata in modo massiccio nelle fasi successive della Rivoluzione, seppure in maniera egualitaria, con la ghigliottina come unica pena. Nel 1791 Robespierre si era pronunciato in questi termini, ispirandosi a Cesare Beccaria e al codice leopoldino del Granducato di Toscana (1786):
(Discorso all'Assemblea costitutente del 30 maggio 1791)

### La fine della Costituente e la caduta della monarchia (1791-1792)
In seguito alla fuga a Varennes di Luigi XVI e della famiglia reale (20-21 giugno 1791), Robespierre inizialmente fu tra i promotori, al Club dei Giacobini, di una petizione per la revisione dell'ordinamento politico della nazione, che sottintendeva la soppressione della monarchia e l'istituzione della repubblica; la petizione, nata all'interno del Club dei Cordiglieri, portò a una grave spaccatura in seno ai giacobini, con la conseguente scissione dell'ala moderata e monarchica che fondò il partito dei Foglianti. Robespierre ritornò quindi sulle sue decisioni e non prese parte ai tumulti del Campo di Marte del 17 luglio, ma - in seguito alla repressione che ne derivò - preferì per un breve periodo trovare riparo presso il giacobino Maurice Duplay, dove di lì a poco si sarebbe trasferito in via definitiva. In settembre, con la pacificazione derivante dall'amnistia concessa dal re in seguito alla definitiva approvazione della costituzione, propose in Assemblea la non ricandidabilità dei deputati della Costituente alla successiva Assemblea legislativa, in parte con l'obiettivo di evitare che il gruppo fogliante potesse acquisire eccessivo potere. La proposta fu approvata e gli valse la fama di integerrimità e incorruttibilità.
Nel periodo della Legislativa, dopo un breve ritorno ad Arras, rifiutate le cariche pubbliche che gli erano state proposte, si impegnò alla difesa della costituzione, fondando un proprio giornale, Le Défenseur de la Constitution, e animando le sedute del Club dei Giacobini, dove si schierò contro l'ipotesi di una guerra all'Austria, rea di proteggere le forze degli Émigré, i monarchici che avevano lasciato la Francia e minacciavano l'invasione armata del paese. Tali posizioni lo videro comunque minoritario in seno ai Giacobini, schierati a maggioranza a favore del conflitto. Robespierre si scontrò in particolare con il gruppo dei cosiddetti Girondini, guidato da Jacques Pierre Brissot, a cui il re avrebbe affidato per un breve tempo il governo nelle prime fasi della guerra della prima coalizione.
Ormai convinto del tradimento della monarchia in seguito ai primi rovesci del conflitto (che aveva ampiamente previsto), fu tra gli ideatori - con Danton e Desmoulins - della Giornata del 10 agosto 1792 che portò alla caduta di Luigi XVI, e si schierò a favore dello scioglimento della Legislativa e della convocazione di elezioni per una Convenzione nazionale con lo scopo di dotare la Francia di un nuovo assetto politico, di tipo repubblicano. Nel settembre 1792 fu quindi eletto, primo nel collegio di Parigi, deputato dalla Convenzione.

### L'entrata nel Comitato di salute pubblica (1793)
Con l'abolizione della monarchia, il 21 settembre 1792, e la nascita della Repubblica, il potere passò nelle mani della Convenzione nazionale. Nonostante l'impegno profuso da Robespierre nelle elezioni di settembre per contenere l'ascesa dei Girondini, furono questi ultimi in un primo momento a controllare la maggioranza della Convenzione. Tuttavia, con il crescere del malcontento popolare a Parigi, le difficili fasi della guerra e il tradimento del generale Dumouriez, vicino ai Girondini, Robespierre fu tra gli ispiratori insieme a Jean-Paul Marat e Jacques-René Hébert delle giornate dal 31 maggio al 2 giugno 1793, al termine delle quali i leader girondini furono epurati dalla Convenzione. La maggioranza passò quindi nelle mani dei Montagnardi, l'ala più radicale vicina a Robespierre, Marat e Danton. Nel luglio 1793 Robespierre fu nominato membro del Comitato di salute pubblica, l'organo più propriamente "esecutivo" della Convenzione, in seguito alla fuoriuscita di Danton, e ne assunse di fatto la leadership.

### Il periodo del Terrore (1793-1794)

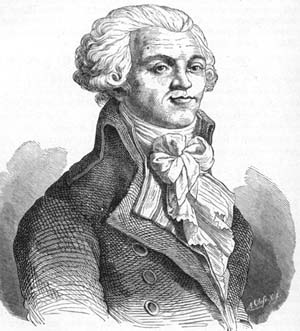
Robespierre

Robespierre, alla fine del 1792, chiese la condanna a morte di Luigi XVI, attuata il 21 gennaio 1793, come una misura eccezionale, in quanto egli era al tempo, in linea di massima, contrario alla pena capitale, anche se successivamente si convinse che andasse invece usata nel tempo della guerra e della rivoluzione: 
(Discorso del 3 dicembre 1792.)

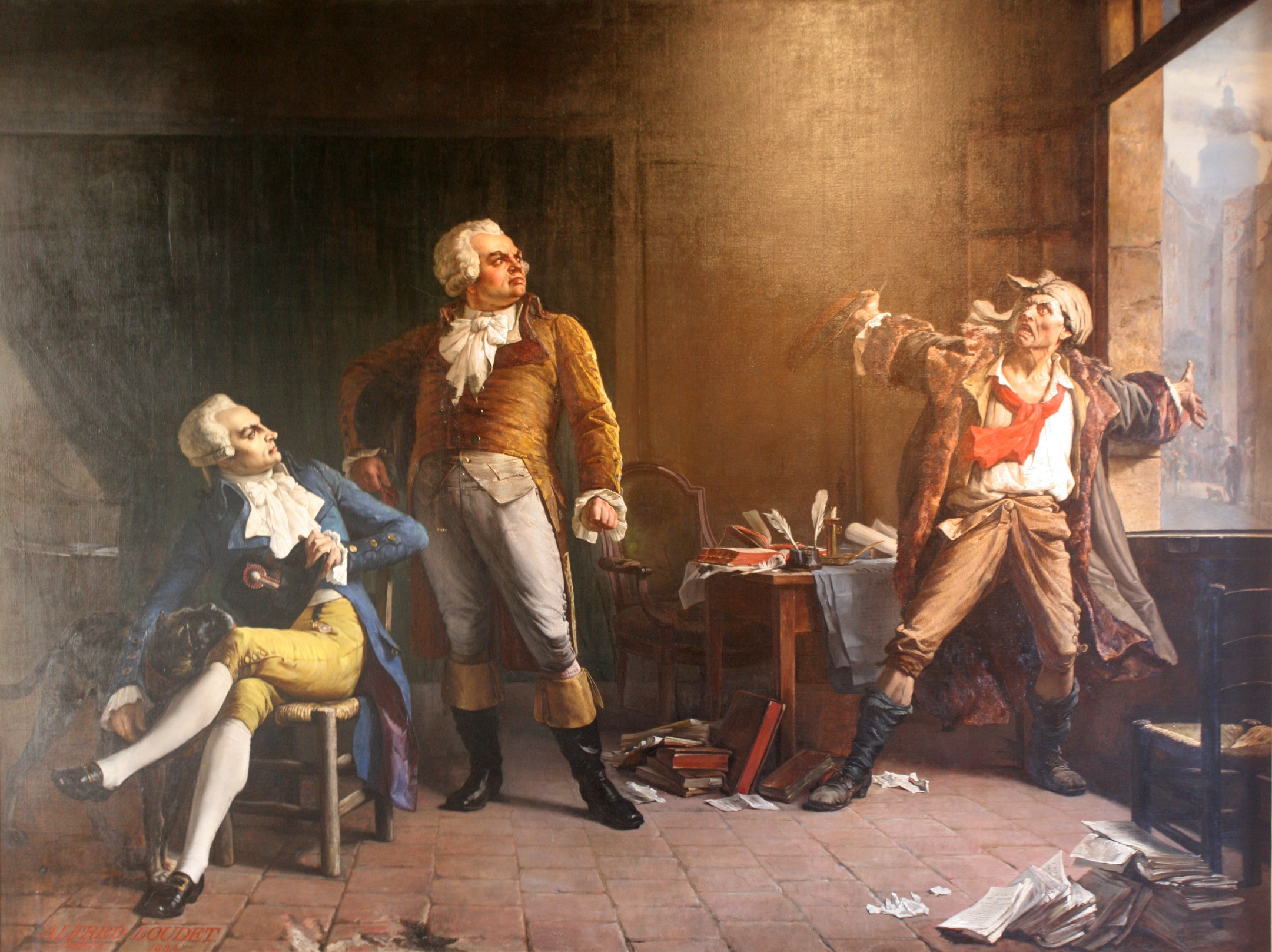
Discussione tra Marat, Danton e Robespierre (Museo della Rivoluzione francese).

Entrato nel Comitato di salute pubblica, il 27 luglio 1793, in veste di suo rappresentante intraprese un'azione politica volta ad alleviare la miseria delle classi più umili e a recepire le indicazioni dei sanculotti. Seppure contrario alla guerra, fu tra i più attivi nel rafforzare militarmente l'esercito repubblicano, attraverso provvedimenti di controllo dell'economia, per esempio la razione minima sul pane, sul sale e sulla farina. Questi e altri provvedimenti sarebbero stati ripresi dalla Costituzione del 1793, sebbene questa non sia mai effettivamente entrata in vigore.
Preoccupato dagli eventi bellici, dai tentativi contro-rivoluzionari e deciso a estirpare ogni residuo della monarchia e dell'Ancien Régime, decise di sostenere la politica del cosiddetto Terrore, decisa dal Comitato nel suo insieme, nel corso del quale si procedette all'eliminazione fisica di tutti i possibili nemici della rivoluzione francese.
Il 6 novembre 1793, Robespierre, intuendo la corruzione diffusa, annotò nel suo diario che bisognava "salvare l'onore della Convenzione e della Montagna; distinguere tra i principali responsabili della corruzione e quelli che sono stati sviati per debolezza".
Il 14 novembre (24 brumaio) 1793, François Chabot rivelò a Robespierre un complotto politico-finanziario in cui erano implicati esponenti politici, aziende, banchieri e governi esteri, il cosiddetto "scandalo della Compagnia Francese delle Indie Orientali".
Chabot riferì che Robespierre, pur volendo cominciare i processi, gli consigliò di rivolgersi al Comitato di sicurezza generale e di risparmiare i patriotes, cioè i Giacobini più fidati. Tra i Giacobini iniziò una battaglia politico-giudiziaria. Molti furono gli arrestati tenuti in carcere senza interrogatorio. L'anno seguente, Chabot finì ghigliottinato, assieme a Fabre d'Églantine, uno dei realizzatori del calendario rivoluzionario francese.

#### Robespierre e le leggi terroristiche
(Parole pronunciate da Robespierre il 26 maggio 1793.)

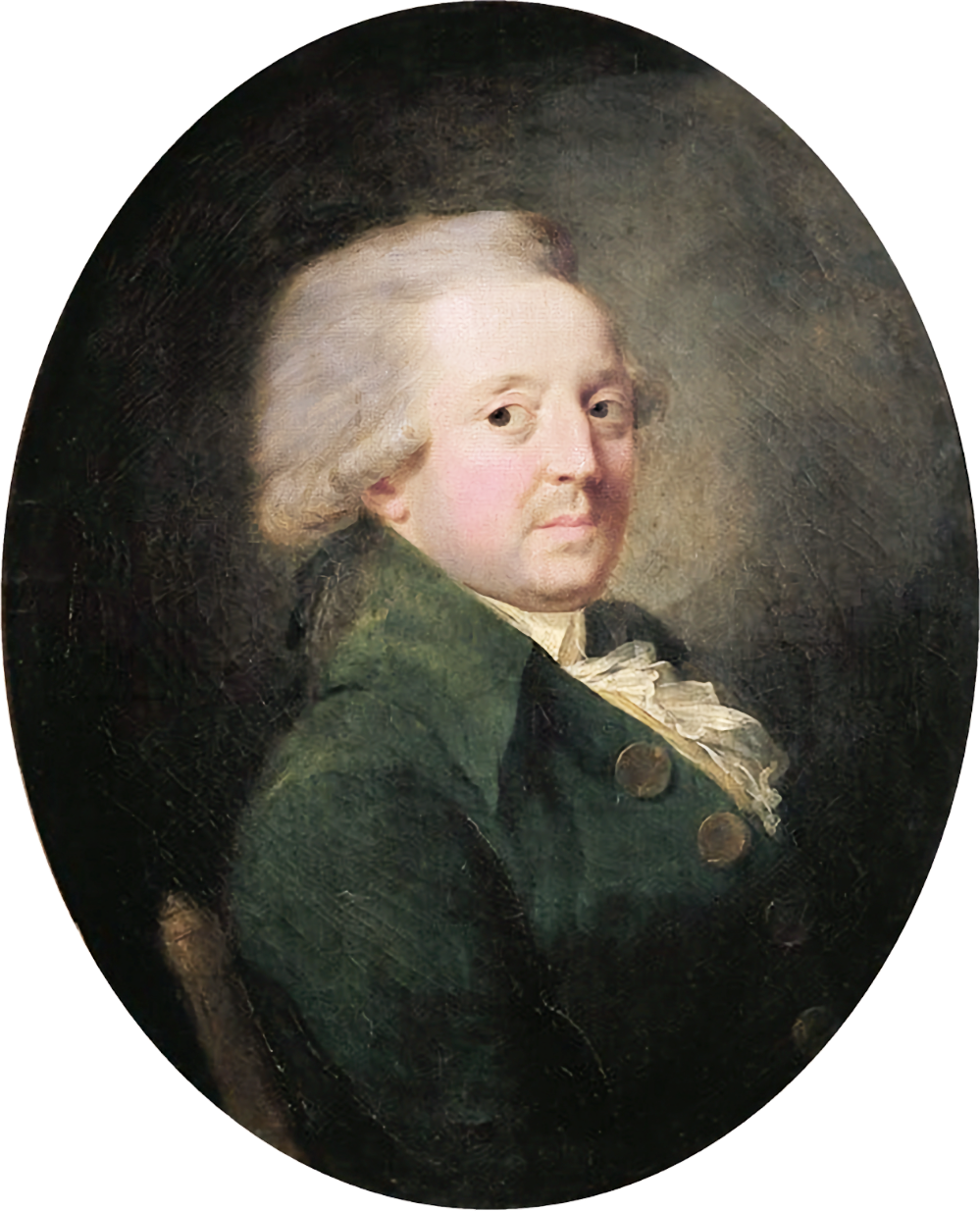
Il marchese di Condorcet

Il numero delle vittime causate dal periodo del Terrore è quantificabile con difficoltà. Aurelio Musi ne conta 16.594. Secondo altri storici, i morti sarebbero stati 70.000, prevalentemente appartenenti alla media borghesia. Altri ancora parlano, con le approssimazioni del caso, di circa 35.000 esecuzioni, delle quali ben 12.000 senza processo. La metodica cancellazione di ogni forma di dissenso fu eseguita anche mediante l'incarcerazione di circa 100.000 persone, alcuni studiosi arrivano addirittura a stimarne 300.000, soltanto perché sospettate di attività controrivoluzionaria.
Va ricordato che la Rivoluzione, secondo la sensazione di molti suoi sostenitori, era attaccata sia dall'estero che internamente e che Robespierre non deteneva affatto un potere assoluto e dittatoriale, ma solo una maggiore autorità morale in quanto leader della fazione maggioritaria; è altresì difficile comprendere, data la sua propensione iniziale contro la pena capitale per principio, il perché di un cambiamento così netto da permettere ai tribunali di applicare processi sommari in gran numero, e quanto ne fosse davvero responsabile personalmente; senza dubbio non fu a conoscenza di ogni condanna, né la ordinò (come affermarono i suoi nemici), ma non vide o non volle vedere la degenerazione in atto nei principi rivoluzionari, o forse ritenne questa fase indispensabile per la rigenerazione di un sistema ritenuto completamente corrotto. Egli riteneva che senza un'educazione del popolo, la sola repressione sarebbe stata completamente inutile, perché, affermò “L'immoralità è la base del dispotismo, come la virtù è l'essenza della Repubblica. Il terrore senza la virtù è funesto”. Il suo voto personale contò sempre, comunque, solo 1/12 di quelli dell'intero Comitato, in caso i suoi l'avessero messo in minoranza, né Robespierre disponeva di un esercito personale con cui imporre un regime. Queste misure drastiche erano quindi considerate necessarie dall'intero Comitato e anche dalla Convenzione, più che decise dall'Incorruttibile. In particolare, fu l'atteggiamento di Jacques-René Hébert - cambiato dopo la morte di Jean-Paul Marat, il 13 luglio 1793, e la crisi dell'estate - che divenne sempre più radicale. Anche lo stesso Marat era stato considerato il principale artefice dell'istituzione del Terrore e della strage dei Girondini, e questo fu il motivo del suo assassinio da parte di Charlotte Corday, che intendeva vendicare i suoi compagni di lotta.
Tra le persone ghigliottinate durante questo periodo, con sentenze pronunciate in gran parte dai comitati rivoluzionari creati da Georges Jacques Danton, vi furono nobili come la regina Maria Antonietta d'Asburgo-Lorena (alcuni oggetti della regina, tra cui un libro di preghiere con annotazioni a mano, furono trovati nei cassetti di Robespierre) e il chimico Antoine-Laurent de Lavoisier, oltre che rivoluzionari come lo stesso Danton, leader dei Giacobini Moderati e avvicinatosi agli Indulgenti, considerato troppo moderato e favorevole ad una conciliazione con i Girondini e i monarchici costituzionali, seguito da Camille Desmoulins e, più tardi, Chaumette ed Hébert, tutti capi popolari, e il duca Filippo d'Orléans, soprannominato Filippo Égalité (uguaglianza), nobile e cugino del re - che aveva appoggiato la rivoluzione e votato a favore della condanna a morte del re - nonché padre del futuro re Luigi Filippo. Per questi eventi si disse che la Rivoluzione divora i suoi figli.
Inoltre, fu decapitata Olympe de Gouges, fondatrice del Centre Socìal e Girondina, che si batteva attivamente per i diritti delle donne e aveva difeso Maria Antonietta, mentre il girondino Marchese di Condorcet, matematico e filosofo, venne arrestato e si suicidò in carcere. Dopo la morte di Danton, Robespierre divenne il membro più importante del Comitato di Salute Pubblica.

#### Robespierre contro Arrabbiati, Hebertisti e Indulgenti

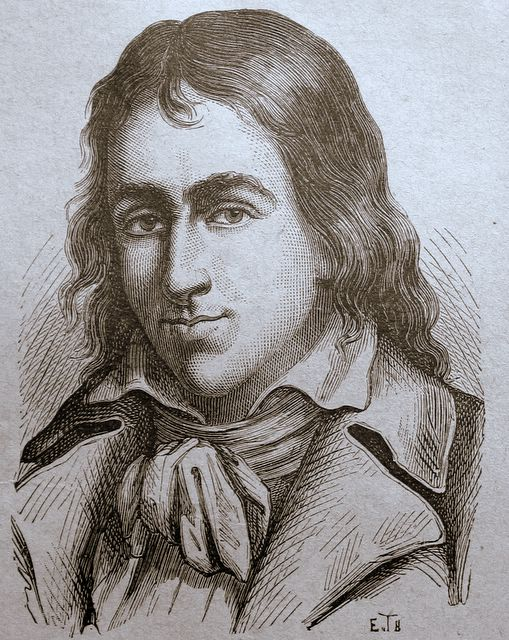
Jacques-René Hébert, il leader dell'intransigente fazione che da lui prese il nome.

Le giornate del 4 e 5 settembre 1793, in cui i sanculotti invasero la Convenzione e le imposero l'applicazione delle rigide misure del Terrore, furono un successo personale per Hébert e una sconfitta per il più moderato Robespierre. I rappresentanti in missione, che in gran parte avrebbero contribuito a rovesciare Robespierre - molti fecero carriera nel Direttorio e in epoca napoleonica - approfittando dell'avere carta bianca dal Comitato, si macchiarono di stragi di civili nella guerra di Vandea e nei vari luoghi di scontro: Carrier a Nantes, Collot d'Herbois e Fouché (futuro capo della polizia politica di Napoleone) a Lione, Tallien a Bordeaux, Barras e Fréron a Tolone. Nel frenare gli eccessi dei rappresentanti, si distinse il fratello minore Augustin. Saputo tutto, Robespierre li richiamò immediatamente a Parigi, minacciandoli di sanzioni e processi. Tuttavia, la Convenzione riuscì temporaneamente a non farli giudicare. L'Incorruttibile era da sempre contrario alla guerra, anche per esportare la Rivoluzione "sulla punta delle baionette", in quanto "nessuno ama i missionari armati" e, secondo lo storico Albert Mathiez, "Robespierre rappresentò, nel periodo del Terrore, la moderazione, l'indulgenza e l'onestà". Dal settembre 1793 al gennaio 1794, gli Arrabbiati, seguaci dell'ex prete costituzionale Jacques Roux, e gli Hébertisti (o "esagerati") sottomisero la Convenzione ad una pressione continua, e gli ultimi sollecitarono la Legge dei Sospetti, con cui si poteva condannare a morte senza un vero processo, e la Legge del Massimo Generale in materia economica, mentre i giacobini erano in difficoltà, accerchiati politicamente tra molti fronti diversi.
Robespierre riuscì infine ad imporre la sua linea, e i giacobini fecero eliminare i capi più temuti delle fazioni rivali.
Durante il Terrore, come accennato, fu ghigliottinato anche Hébert, accusato di estremismo con le sue proposte proto-comuniste che allontanavano il sostegno della borghesia - l'asse portante della Rivoluzione - che cadde vittima delle leggi sui processi sommari che lui stesso aveva voluto con forza. Roux, sostenitore dell'abolizione della proprietà privata, socialista e quasi anarchico, si suicidò in prigione dopo l'arresto.
Il 4 febbraio 1794, Robespierre riuscì ad ottenere l'abolizione della schiavitù nelle colonie francesi, con un voto della Convenzione, obiettivo che si prefiggeva con alterne vicende dal 1789, ma che non era mai riuscito a realizzare.
Robespierre riuscì alla fine a ricompattare il governo, ma la situazione gli stava sfuggendo di mano, diventando ingovernabile.
A causa di ciò, Robespierre, che non era mai stato né un estremista né un violento, divenne contrario a ogni affievolimento del processo rivoluzionario e a ogni tentativo moderato: fu per questo soprannominato "l'Incorruttibile", dalla fine del 1790, da Camille Desmoulins. Alla fine, forse consapevole dei complotti che si stavano preparando contro il suo governo, concesse il suo assenso e sostenne una legge più radicale e repressiva nei confronti dei "nemici della Rivoluzione", la cosiddetta Legge del 22 pratile anno II, richiesta da Bertrand Barère (uno dei Termidoriani) il punto massimo della legislazione d'emergenza rivoluzionaria, che eliminava gli appelli dai tribunali. Robespierre e il suo gruppo dirigente erano consapevoli della gravità di queste leggi, ma le ritennero il male minore, di fronte alla prospettiva della fine della Repubblica, come affermò Saint-Just: "Tutto ciò che sta succedendo è orribile, ma necessario".

#### Gli attentati e il temporaneo ritiro dalla Convenzione

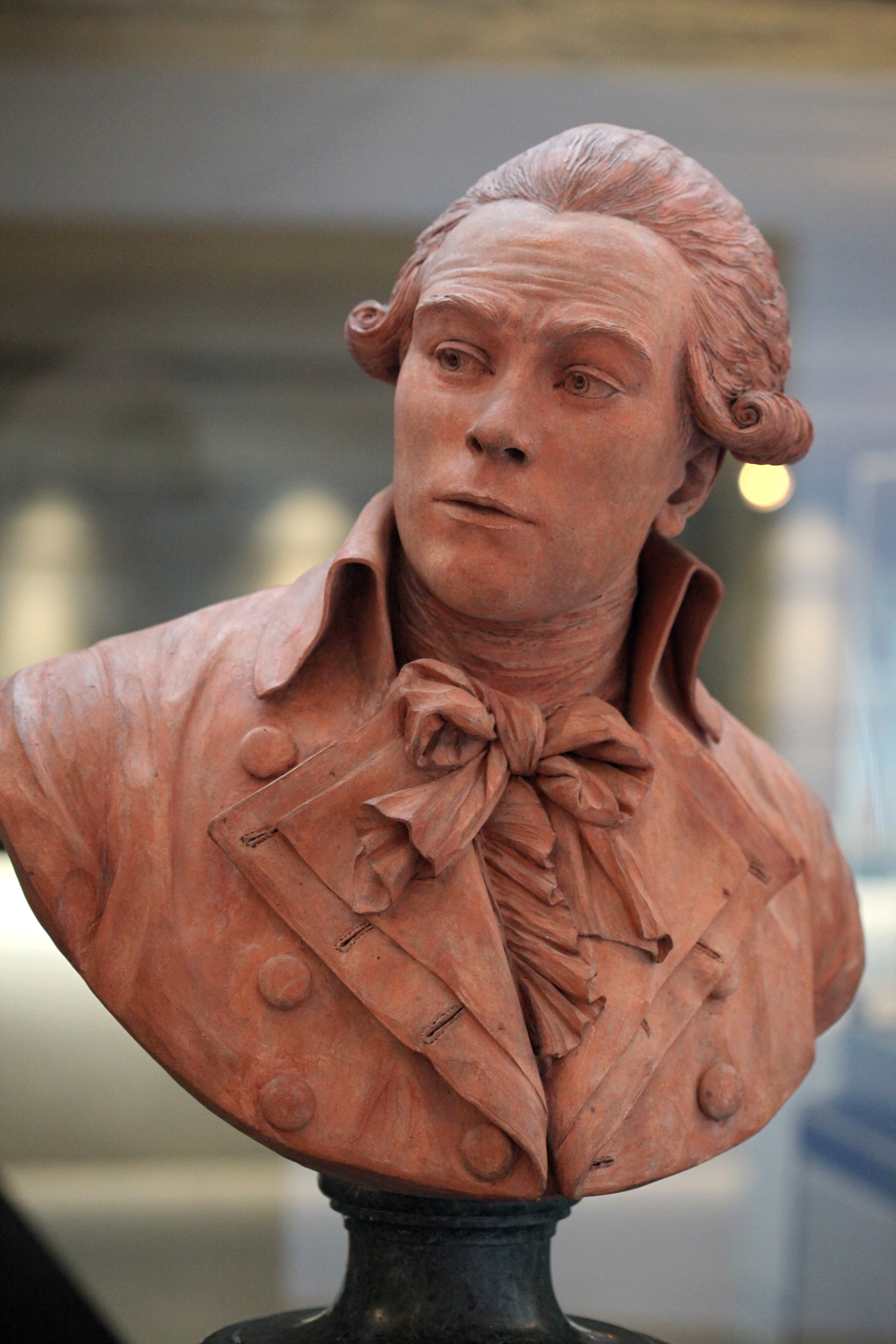
Busto di Robespierre.

Robespierre era ormai ritenuto il capo del governo rivoluzionario. Lui, Saint-Just e Couthon erano considerati i triumviri della Francia. Egli, inoltre, assumeva sempre più un atteggiamento di superiorità e distacco. Il capo giacobino sopportava male le critiche che gli erano rivolte di ambizione e di aspirazione alla dittatura. Scarsamente portato ai rapporti sociali, con la sua diffidenza e intransigenza verso tutti, nemici della rivoluzione e colleghi politici, rischiava di isolarsi e di inimicarsi gli altri componenti della fazione montagnarda.
Tuttavia, conscio dell'odio che la Convenzione Nazionale arrivò però a provare per lui nel periodo finale del governo montagnardo-giacobino, durante il cosiddetto Grande Terrore, era convinto che il suo destino fosse nelle mani dell'esercito francese, che avrebbe ristabilito l'autorità dei Giacobini, dato che avrebbe significato la vittoria della linea di Robespierre e la salvezza della Rivoluzione dai tentativi dei monarchici. Paradossalmente, fu invece proprio la vittoria dell'esercito repubblicano a Fleurus, in Belgio, contro l'armata alleata di Inghilterra, Paesi Bassi ed Austria, il 26 giugno 1794, a contribuire alla fine dell'Incorruttibile. La tensione nel Comitato era molto alta, secondo Barras, Collot d'Herbois colpì con un pugno Robespierre nel corso di una discussione molto vivace e costringendo quest'ultimo a prendere le distanze da quel momento dal Comitato ove era in minoranza..Scampato a numerosi attentati, come quelli ad opera dei realisti Cécile Renault ed Henri Admirat (il quale ferì invece Collot d'Herbois, che qualcuno ritenne implicato), spesso minacciato dai rivali politici, finì per non partecipare più alle riunioni della Convenzione, comparendo raramente al Comitato e al Club, fino a quasi gli ultimi giorni, quando si preparò ad attaccare pubblicamente coloro che avevano "disonorato la Repubblica", i corrotti e i rappresentanti in missione accusati di eccessiva violenza.
Durante i quarantatré giorni della sua assenza dalla vita pubblica, i più sanguinosi del Grande Terrore, Robespierre, come riferiscono le guardie che lo sorvegliavano a distanza, viveva in casa Duplay e girava per le strade di Parigi senza scorta, passeggiando in campagna, con la sola compagnia del suo cane, e sedeva a lungo in riva alla Senna, immobile, meditando o assorto nei suoi pensieri. Oltre al cane Brount, ritratto con lui in alcuni dipinti, Robespierre possedeva inoltre un pappagallo che era ancora in vita nel 1854 e di proprietà di Madame Le Bas (la sorella di Éléonore Duplay).

#### Il ritorno sulla scena e il piano dei Termidoriani
(Discorso del ritorno al Comitato di Salute Pubblica, 5 termidoro.)

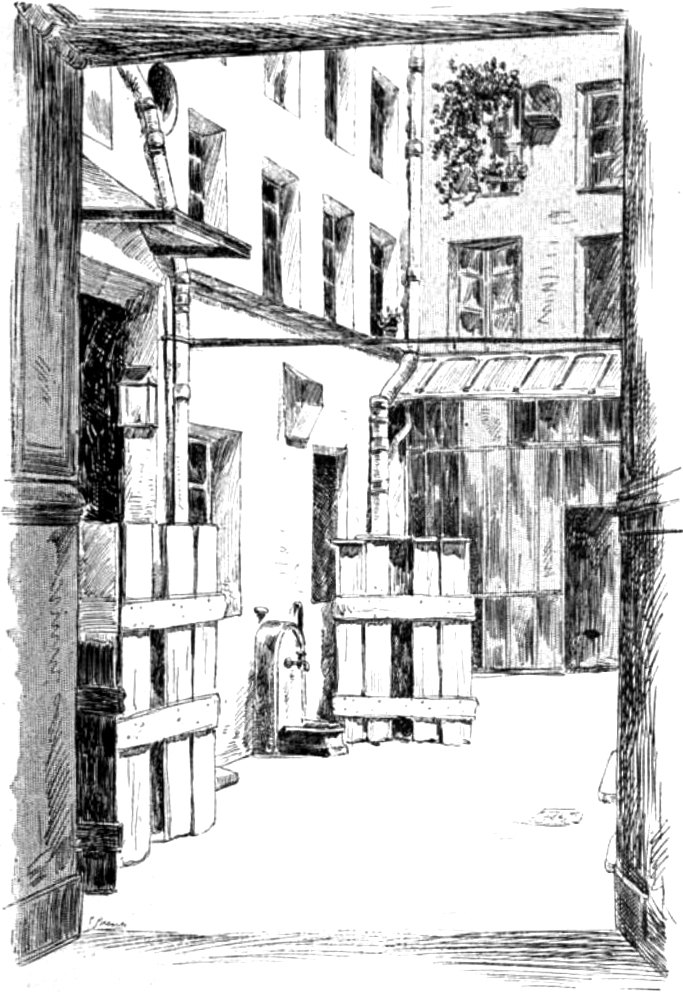
Illustrazione del cortile di casa Duplay, dove Robespierre visse dal 1789 al 1794. La sua camera, al pianterreno, è la seconda porta, la prima dopo la fontana.

Robespierre ritornò a farsi vedere al Comitato il 23 di luglio.
Finito il clima eccezionale di guerra, si era delineato quindi nella Convenzione un complotto per eliminare Robespierre. Il governo rivoluzionario del Comitato di Salute Pubblica, dominato da Robespierre, Saint-Just e Couthon, si era configurato sempre più come sistema di potere ristretto dittatoriale al servizio di un'idea di Repubblica basata sull'eguaglianza civile e soprattutto economica che, in realtà, non era appoggiata neppure dalle classi sociali più deboli, ormai stanche del Terrore. L'astratta incorruttibilità di Robespierre, la sua scarsa elasticità e la sua decisione di attaccare i suoi colleghi dei comitati proprio nel momento in cui sembravano disposti ad un compromesso, contribuì fortemente, facilitando il formarsi contro di lui di un'eterogenea coalizione, a far crollare subitaneamente il governo rivoluzionario terroristico-giacobino, quelli che sarebbero stati chiamati Termidoriani, dall'omonimo colpo di Stato avvenuto nel mese di Termidoro. Tra questi vi erano molti Giacobini (molti di loro già coinvolti con le stragi di civili come rappresentanti in missione) come Jean-Lambert Tallien con la sua amante e futura moglie Teresa Cabarrus (soprannominata poi “Nostra Signora del Termidoro”), da lui fatta liberare dal carcere, il futuro leader del Direttorio Paul Barras (anch'egli molto amico della Cabarrus), Collot d'Herbois, Louis-Marie-Stanislas Fréron ma anche l'ex hebertista Joseph Fouché con i moderati della Pianura François-Antoine de Boissy d'Anglas e, soprattutto, il potente abate Emmanuel Joseph Sieyès (autore di parte del progetto di Costituzione del 1789), "eminenza grigia" del gruppo rivoluzionario e già forte sostenitore del Terrore, dopo essersi avvicinato ai Giacobini successivamente al 1792.

### Politiche in materia religiosa

#### La lotta per la libertà di culto
Il 10 novembre 1793, la Convenzione aveva partecipato alla festa della Ragione in Notre-Dame sconsacrata o, meglio, profanata. Tutte le chiese di Parigi vennero chiuse e ci furono assalti ai beni ecclesiastici ed episodi di violenza ad opera di hebertisti e sanculotti.
Il 21 novembre, Robespierre affermò che "L'ateismo è aristocratico", proseguendo l'accusa dicendo che, con il pretesto di distruggere la superstizione, alcuni volevano fare dell'ateismo una specie di religione, pertanto bisognava opporsi a coloro che "pretendono di turbare la libertà dei culti in nome della libertà e di attaccare il fanatismo con un nuovo fanatismo". Concluse: "Proscrivere il culto? La Convenzione non ha mai fatto questo passo temerario né mai lo farà". Nonostante questo, il cattolicesimo verrà di fatto bandito per molti mesi.
Il 28 novembre ritornò sull'argomento al Club dei Giacobini, opponendosi all'idea che "un popolo religioso non può essere repubblicano". "Non tollereremo che si innalzi lo stendardo della persecuzione contro alcun culto" è la chiusura del discorso.
Il 6 dicembre 1793, Robespierre farà votare alla Convenzione un decreto in cui è stabilito che "La Convenzione Nazionale proibisce qualsiasi violenza o minaccia contraria alla libertà dei culti".
Il 16 dicembre, Robespierre respinge la proposta di Bourdon de l'Oise, che voleva espellere dal Club dei Giacobini tutti i preti, anche se costituzionali.

#### Il culto dell'Essere Supremo
Tuttavia, Robespierre, temendo l'influenza e il ritorno delle masse alla religione cattolica, che egli stesso aveva fatto tornare legale con il ristabilimento della libertà religiosa, proclamò religione di Stato il culto laico e deista dell' "Essere Supremo", basato sulle teorie di Rousseau, e in parte di Voltaire, ma il suo decreto gli attirò l'ostilità sia dei cattolici sia degli atei.. Robespierre prese anche le difese del clero costituzionale, i religiosi che si erano opposti ai preti refrattari, giurando fedeltà alla Repubblica, e accettò anche l'invito di una famiglia amica di tenere a battesimo il loro bambino, segno della sua volontà di conciliazione con i cattolici repubblicani. Molti atei e coloro che gli rimproveravano la sua spiritualità rousseauiana, spesso lo ridicolizzavano a parole. Anche Condorcet, portavoce dei salotti illuministi, enciclopedista e scettico verso il deismo, aveva affermato che "Robespierre è un prete e non sarà mai altro che un prete".
Nelle intenzioni di Robespierre, il culto dell'Essere Supremo avrebbe dovuto celebrare l'unità nazionale e favorire la pacificazione, con la vittoria in guerra e la possibile fine del periodo di emergenza del Terrore.

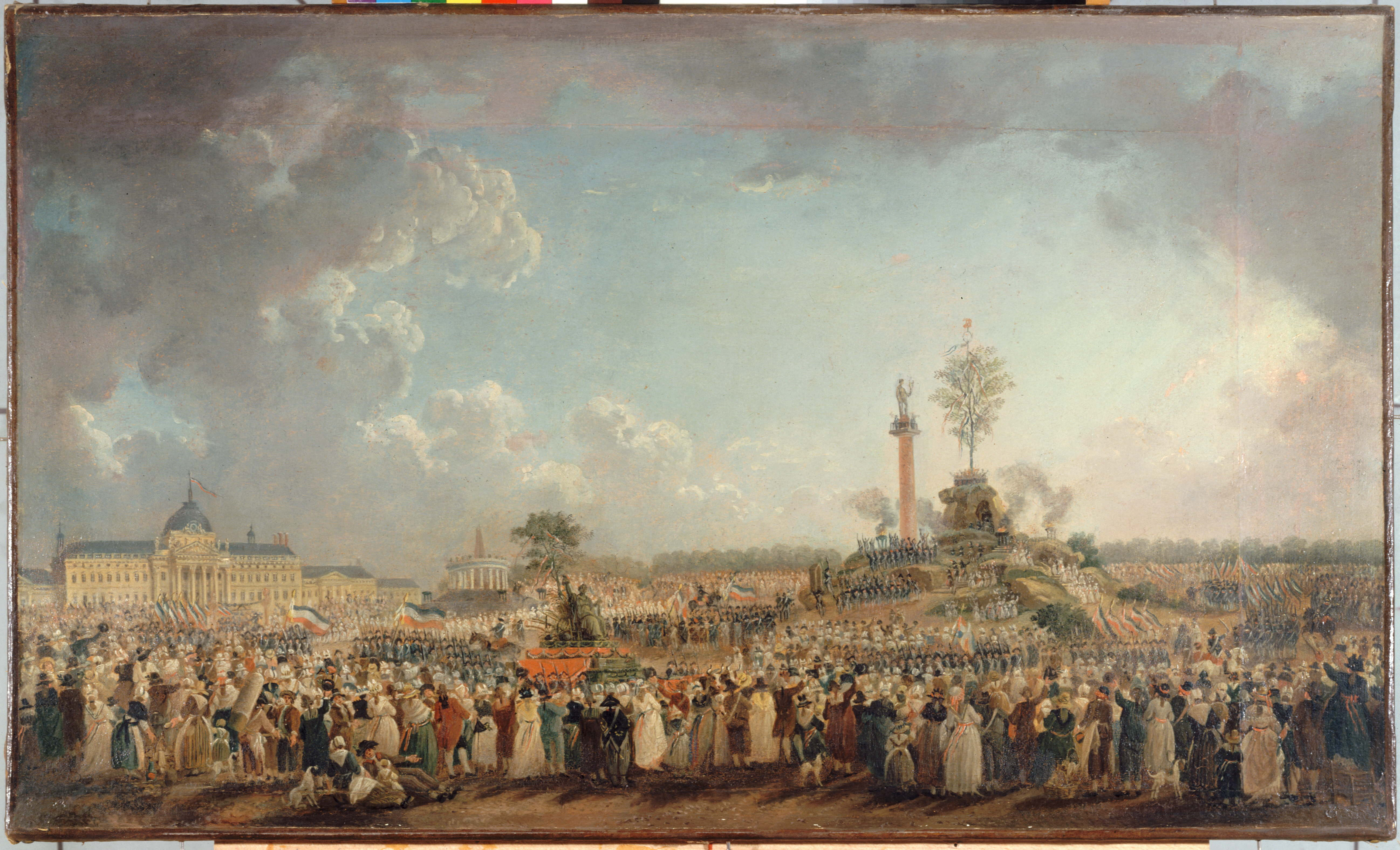
Festa dell'Essere Supremo, di Pierre-Antoine Demachy, 1794, Museo Carnavalet.

Se la precedente scristianizzazione aveva di fatto proibito ogni culto, soprattutto quello cattolico, tranne la celebrazione simbolica della Dea Ragione, ponendo sui cimiteri la scritta: "La morte è un sonno eterno", il nuovo culto nazionale tentava una conciliazione tra opposte visioni. Robespierre fece votare una legge sul riconoscimento di questa nuova forma di spiritualità, in cui si affermava all'articolo 1 che "il popolo francese riconosce l'Essere Supremo e l'immortalità dell'anima". La frase venne apposta anche su molte chiese, riconvertite a templi della Ragione o dell'Essere Supremo, senza che vi si celebrasse alcun culto. Gli articoli 2 e 3, infatti, dichiaravano che "il solo culto che si conviene all'Essere Supremo è la pratica dei doveri dell'uomo", cioè l'odio verso i tiranni, il rispetto dei deboli, la pratica della giustizia, ecc. Gli altri articoli confermano la libertà di culto e la laicità, ma puniscono gli assembramenti aristocratici e le istigazioni fanatiche. Per Robespierre si trattava di una religione naturale, un culto razionale, con istituzione di feste consacrate alle virtù civiche, con lo scopo, secondo lui, "di sviluppare il civismo e la morale repubblicana".
Il culto dell'Essere Supremo fu un culto eminentemente deista, influenzato dal pensiero dei filosofi del secolo dei Lumi, e concepiva una divinità che non interagisce con il mondo naturale e non interviene nelle faccende terrene degli uomini, e si concretizzò in una serie di feste civiche, destinate a riunire periodicamente i cittadini e a "rifondare" la Città attorno all'idea divina, ma soprattutto a promuovere valori sociali e astratti come l'Amicizia, la Fraternità, il Genere Umano, l'Infanzia, la Gioventù o la Gioia.
L'8 giugno 1794 (il 20 pratile), Robespierre e altri deputati celebrarono la Festa dell'Essere Supremo al Campo di Marte. L'Incorruttibile svolse una specie di ruolo di "sacerdote" del nuovo culto, guidando una processione che segnò l'apogeo del suo prestigio, ma anche l'inizio della sua fine. Molti deputati lo insultarono e lo minacciarono apertamente. Questa fase coincise con il suo temporaneo ritiro dalla Convenzione.

### La caduta

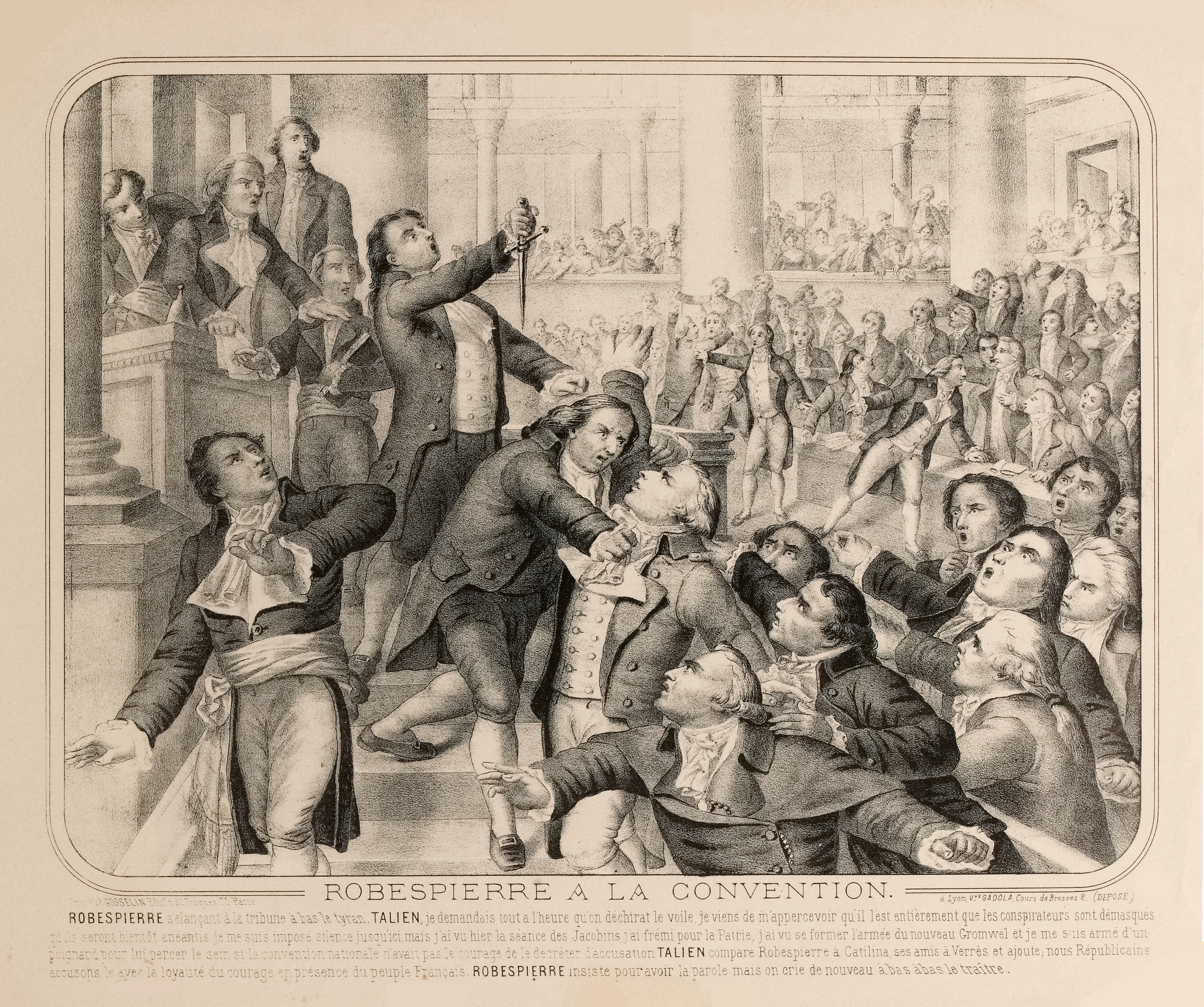
Jean-Lambert Tallien minaccia con un pugnale Maximilien de Robespierre, durante la seduta del 9 Termidoro.

Venuto meno il pericolo di un'invasione straniera, le misure eccezionali, emanate durante il Terrore, iniziarono a sembrare eccessive e i loro responsabili a essere malvisti, anche perché il crescente clima di terrore faceva sì che chiunque si sentisse un possibile bersaglio e futura vittima, in particolare dopo che era stato ghigliottinato anche Danton, uno dei capi più accesi e popolari. Tale cambiamento di situazione internazionale assicurò un ampio sostegno al colpo di Stato organizzato dagli avversari politici di Robespierre anche all'interno dell'Assemblea della Convenzione.
Robespierre distingueva tra governo costituzionale, che protegge una Repubblica, e governo rivoluzionario, che deve costruirla.
Secondo René Levasseur, "lungi dal chiedere la fine del Governo rivoluzionario, come qualcuno ha detto, egli raccomandò di mantenerlo, pur insistendo che venisse epurato dei furfanti e dei traditori che si erano infiltrati nelle sue file. Quanto al terrore, egli voleva che se ne alleggerisse il peso nei confronti del popolo, ma che diventasse più giusto e più severo verso gli aristocratici e i nemici della civica virtù".

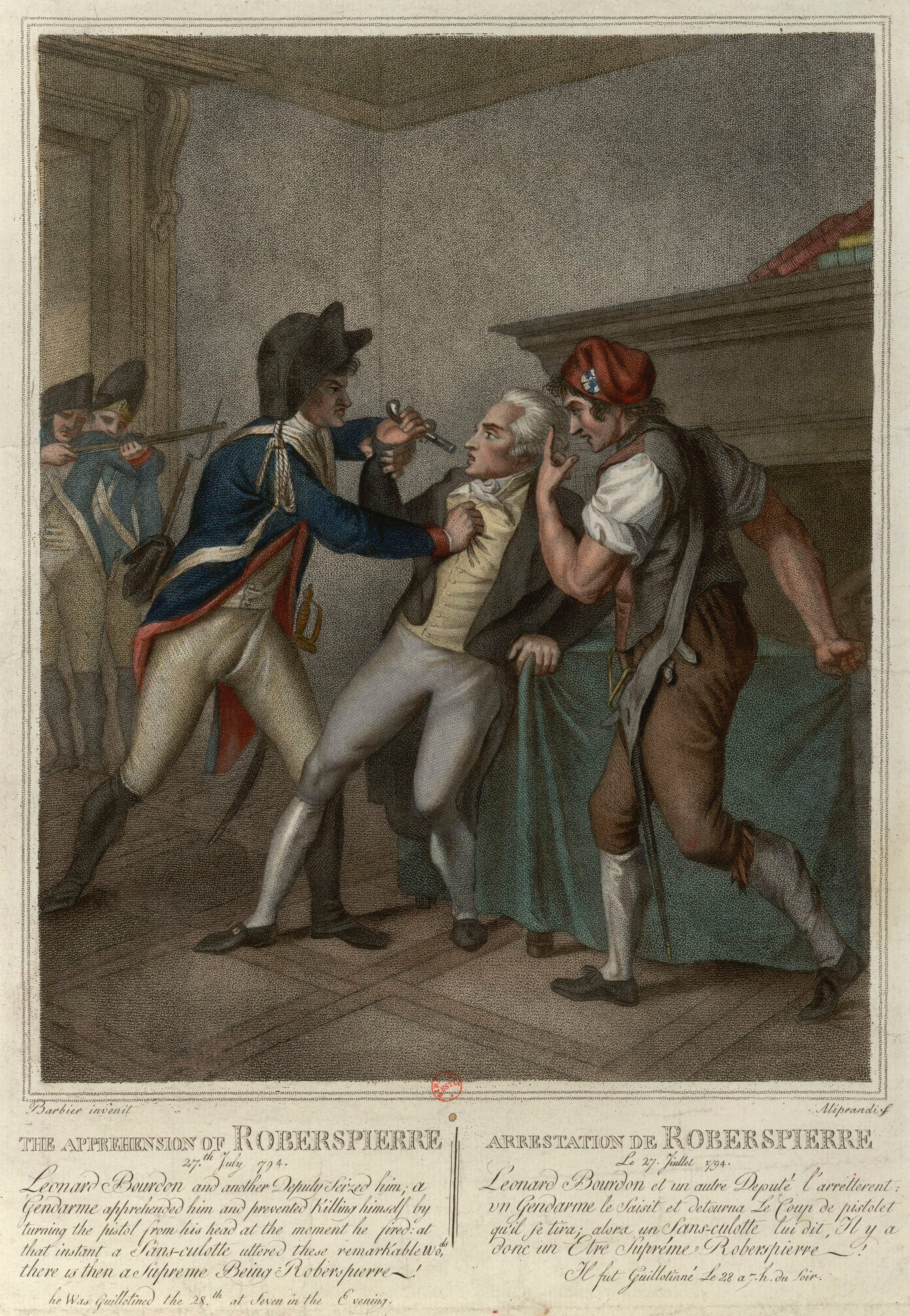
L'arresto di Robespierre.

I nemici di Robespierre misero in giro voci diffamatorie sul fatto che volesse restaurare la monarchia costituzionale istituita nel 1791, ponendo sul trono il delfino Luigi Carlo (Luigi XVII), di nove anni, allora prigioniero dopo l'esecuzione della regina Maria Antonietta nel 1793, e nominare sé stesso reggente del regno, o che volesse direttamente "farsi re" come Cesare, sposando la sorella maggiore del delfino, la principessa Maria Teresa Carlotta, anche lei prigioniera. Altri lo calunniarono, dicendo avesse finanziato Catherine Théot, un'anziana predicatrice nota per diffondere una profezia secondo cui Robespierre era un nuovo Messia, e coinvolta a livello popolare nelle cerimonie del culto dell'Essere Supremo. Dopo quattro settimane di assenza, finalmente, il 26 luglio 1794, Robespierre si presentò alla Convenzione, dove tenne un discorso di più di due ore. Egli ammonì sulla possibilità di una cospirazione contro la Repubblica, minacciò alcuni deputati che avevano, a suo parere, agito ingiustamente e avevano ecceduto nei loro poteri e che andavano dunque puniti, infine suggerì che il Comitato di salute pubblica e quello della sicurezza generale, suo avversario da molto tempo, fossero rinnovati.

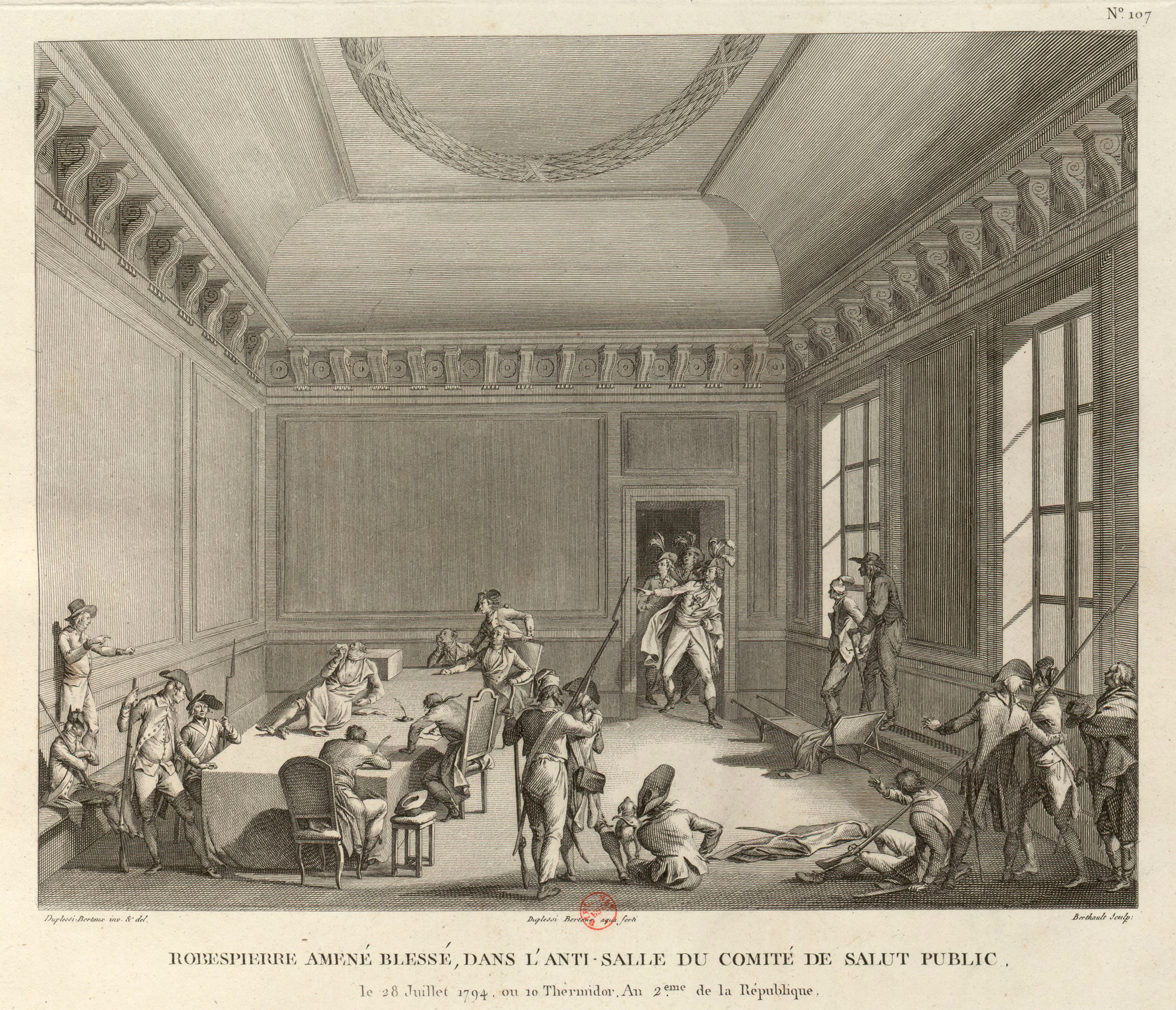
Pierre-Gabriel Berthault e Jean Duplessis-Bertaux, Robespierre ferito al Comitato di salute pubblica, 28 luglio 1794, Biblioteca nazionale di Francia.

Tali velate minacce crearono grande agitazione nella Convenzione. Robespierre non aveva fatto nomi e ci si chiese chi fossero i deputati destinati ad essere puniti. Tutti erano peraltro sorpresi che l'Incorruttibile imputasse il terrore agli eccessi di quel Comitato di Salute Pubblica di cui lui stesso era membro.
La maggioranza del Comitato di Salute Pubblica era determinata ad agire prontamente. La Convenzione, di primo acchito, mossa dall'eloquenza di Robespierre, approvò la sua mozione:
Robespierre, privo dell'appoggio della maggioranza della Comune parigina, disse a Jacques-Louis David l'8 termidoro che «se bisogna soccombere, ebbene, amici miei, mi vedrete bere la cicuta con calma». David lo sostenne: «io la berrò con te». Il giorno dopo Robespierre sarà arrestato ma David era assente dalla Convenzione perché malato, dirà, benché Bertrand Barère, uno dei congiurati termidoriani, nelle sue memorie afferma di averlo dissuaso dall'andare all'Assemblea, salvandogli di fatto la vita.
Il giorno successivo, il 27 luglio, o secondo il calendario rivoluzionario il 9 Termidoro, a dimostrazione che il clima era decisamente cambiato, quando Saint-Just, molto vicino a Robespierre, iniziò a parlare alla Convenzione, fu continuamente interrotto da violente proteste. Jean-Lambert Tallien (spinto da una drammatica lettera dell'amante detenuta Teresa Cabarrus), Billaud-Varenne e Vadier attaccarono nuovamente Robespierre e numerose furono le grida di "Abbasso il tiranno!".
Quando Robespierre esitò nel replicare a questi attacchi, si alzò il grido C'est le sang de Danton qui t'étouffe (È il sangue di Danton che ti soffoca). Seguì una rissa in cui Tallien sguainò un pugnale e minacciò Robespierre in mezzo alla Convenzione.
Robespierre tentò invano di continuare a parlare, ma, alle cinque del pomeriggio, lui, Couthon e Saint-Just, con due altri giovani deputati, il fratello minore Augustin de Robespierre e Philippe-François-Joseph Le Bas, gli unici rimasti nella convenzione a sostenere Robespierre, furono dichiarati fuorilegge e decaduti dal voto assembleare, e arrestati. Robespierre ebbe parole di rassegnazione prima di essere arrestato: "La Repubblica è perduta… i briganti trionfano".

### Esecuzione e conseguenze in Francia

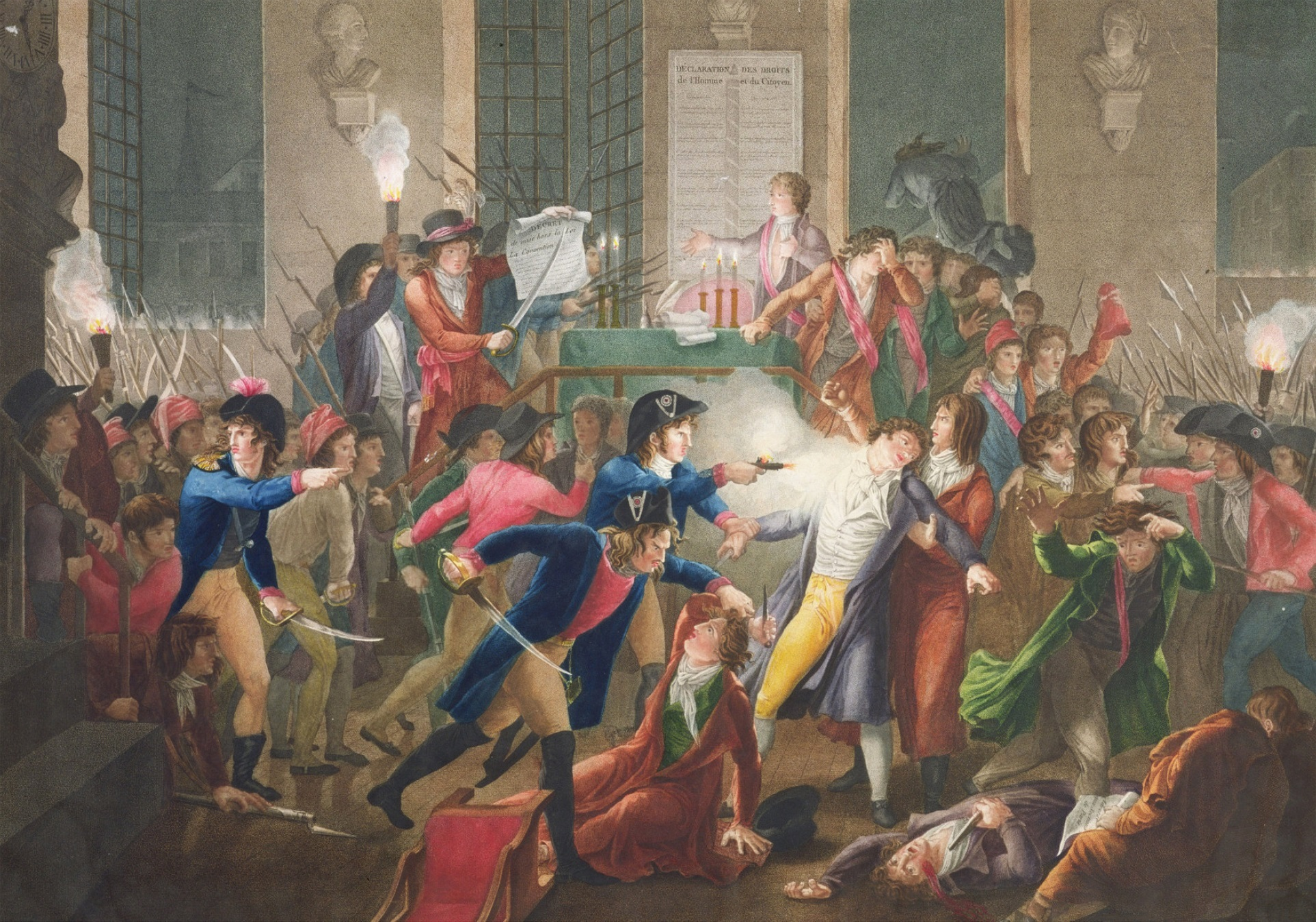
Robespierre colpito al volto da un colpo di pistola, nei tafferugli seguiti al suo arresto.

Nessuna prigione accettò però di incarcerarlo e, nelle ore successive, Robespierre si ritrovò libero grazie ad una sortita di Saint-Just, con gli altri suoi sostenitori e fu condotto dalle truppe della Comune di Parigi all'Hôtel de Ville, dove fu raggiunto dai suoi fedeli, guidati da Payan e Coffinhal.
Erano tuttavia passati i giorni in cui la Comune poteva dettar legge alla Convenzione. Il Club, spinto da Collot d'Herbois e Barère, non mandò i propri rappresentanti al Comune. I sanculotti erano stanchi e avrebbero agito di malavoglia, pensando che la fine del governo giacobino avrebbe favorito lo sblocco dei salari. Alla notizia della liberazione di Robespierre, la Convenzione si riunì nuovamente e dichiarò fuori legge i membri della Comune e i deputati da questi liberati. La Guardia nazionale, sotto il comando di Barras, ebbe grandi difficoltà nel raggiungere l'Hôtel de Ville.
Nella mattinata del 28 luglio 1794, le Guardie Nazionali fedeli alla Convenzione, si impadronirono, senza trovare ulteriore resistenza, dell'Hôtel de Ville e arrestarono numerosi dirigenti giacobini fedeli a Robespierre, tra cui nuovamente Saint-Just, il paraplegico Couthon, Le Bas, poco dopo suicida con un colpo di pistola, e Augustin, il quale, nel tentativo di sfuggire alla cattura, si gettò dalla finestra sul selciato, dove fu raccolto in fin di vita. Su ciò che successe a Maximilien le opinioni degli storici divergono.

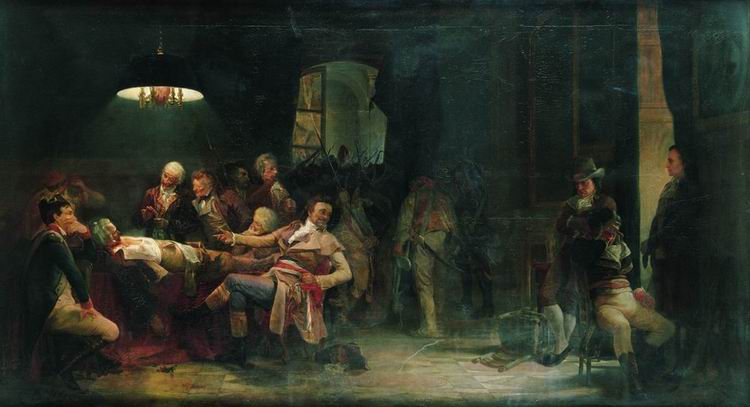
Robespierre ferito e gli altri arrestati, detenuti in attesa dell'esecuzione sulla ghigliottina.

C'è chi sostiene che egli cercò di opporre resistenza, ma un colpo di pistola, sparato dal gendarme Charles-André Merda, gli fracassò la mascella. Altri storici, fra cui Thomas Carlyle e, soprattutto, Albert Mathiez, accreditano la tesi del tentato suicidio. Altra ipotesi quella dello sparo accidentale dell'arma impugnata dallo stesso Robespierre per propria difesa, nel momento in cui lo stesso cadde in terra nei momenti concitati della tentata fuga per le scale del palazzo. A capo delle guardie vi era Léonard Bourdon, ex hebertista, che aveva avuto contrasti con Robespierre all'epoca della campagna per l'ateismo di stato, sostenuto da Bourdon contro Robespierre.
I chirurghi, incaricati di bendargli la mascella rotta, per evitare che non potesse essere ghigliottinato perché infermo, riferirono che l'Incorruttibile non emise un lamento, benché il dolore fisico dovesse essere molto forte, per una frattura di quel genere. Per tutto il tempo, Robespierre continuò a guardare in alto, in un atteggiamento quasi mistico, mentre diversi termidoriani lo insultavano.
Tutti i prigionieri catturati, una ventina, vennero condotti alla Conciergerie per un formale atto di riconoscimento da parte del presidente del Tribunale rivoluzionario, il temuto pubblico ministero Antoine Quentin Fouquier-Tinville, e quindi inviati, senza processo, dopo circa quattordici ore dalla cattura, alla ghigliottina in Place de la Révolution, tra la folla esultante per la fine del tiranno Robespierre. Sia Augustin che Maximilien erano moribondi. Robespierre era ferito e fortemente frastornato, con una vistosa fasciatura alla mascella, e pare avesse anche la febbre molto alta. Un testimone oculare, Desessarts, affermò che era in condizioni pietose: "Il suo volto era in parte coperto da panni sporchi e insanguinati. Quel poco che si vedeva dei suoi tratti era orribilmente sfigurato. Non dava alcun segno di sensibilità. I suoi occhi erano chiusi, si aprirono solo quando fu trascinato verso il patibolo". In tutto il tragitto verso l'esecuzione non disse una parola, solo ebbe un forte grido di dolore quando gli tolsero la fasciatura per salire ed essere messo sulla ghigliottina. La mascella però, ormai fracassata, si staccò dalla parte destra, e Robespierre perse grandi quantità di sangue. Gli esecutori, viste le condizioni in cui si trovava, ormai moribondo, affrettarono così il procedimento.
La stessa sorte toccò, il giorno dopo, ad altri ottanta seguaci di Robespierre, facendo quindi diminuire nettamente l'influenza giacobina in Francia.
Il corpo di Robespierre, come quello degli altri giustiziati, dopo che le loro teste erano state mostrate al popolo com'era uso, finì in una fossa comune del Cimitero degli Errancis, cosparso di calce viva. L'ossario del cimitero verrà traslato da Luigi XVIII nelle cosiddette Catacombe di Parigi, dove, tra migliaia di resti, è probabile si trovino tuttora quelli dell'Incorruttibile.
La scultrice Marie Tussaud, fondatrice del celebre museo delle cere "Madame Tussauds", eseguì un calco mortuario della testa di Robespierre, realizzandone un modello in cera (fornendo la base per molte ricostruzioni). Nel 2013, basandosi su questo modello, alcuni ricercatori hanno ricostruito, con tecniche di antropologia forense, il presunto vero volto di Robespierre (perlomeno quello che aveva poco prima di morire), rivelando che, come quello di Danton, era segnato dal vaiolo che colpì regolarmente la Francia nel XVIII secolo. L'Incorruttibile avrebbe sofferto di altre patologie, tra cui la sarcoidosi, una malattia del sistema immunitario, ad eziologia non chiara, che causa vari sintomi, descritti da testimoni dell'epoca, come problemi alla vista, sangue dal naso, astenia, frequenti ulcere alle gambe e lesioni della pelle del volto. La diagnosi retrospettiva è stata quella di sarcoidosi diffusa, con compromissione degli occhi, delle vie respiratorie, del fegato e del pancreas.

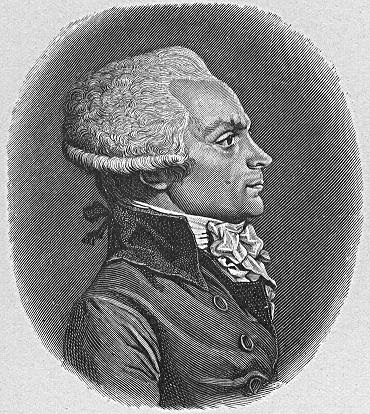
Un celebre ritratto di Robespierre.

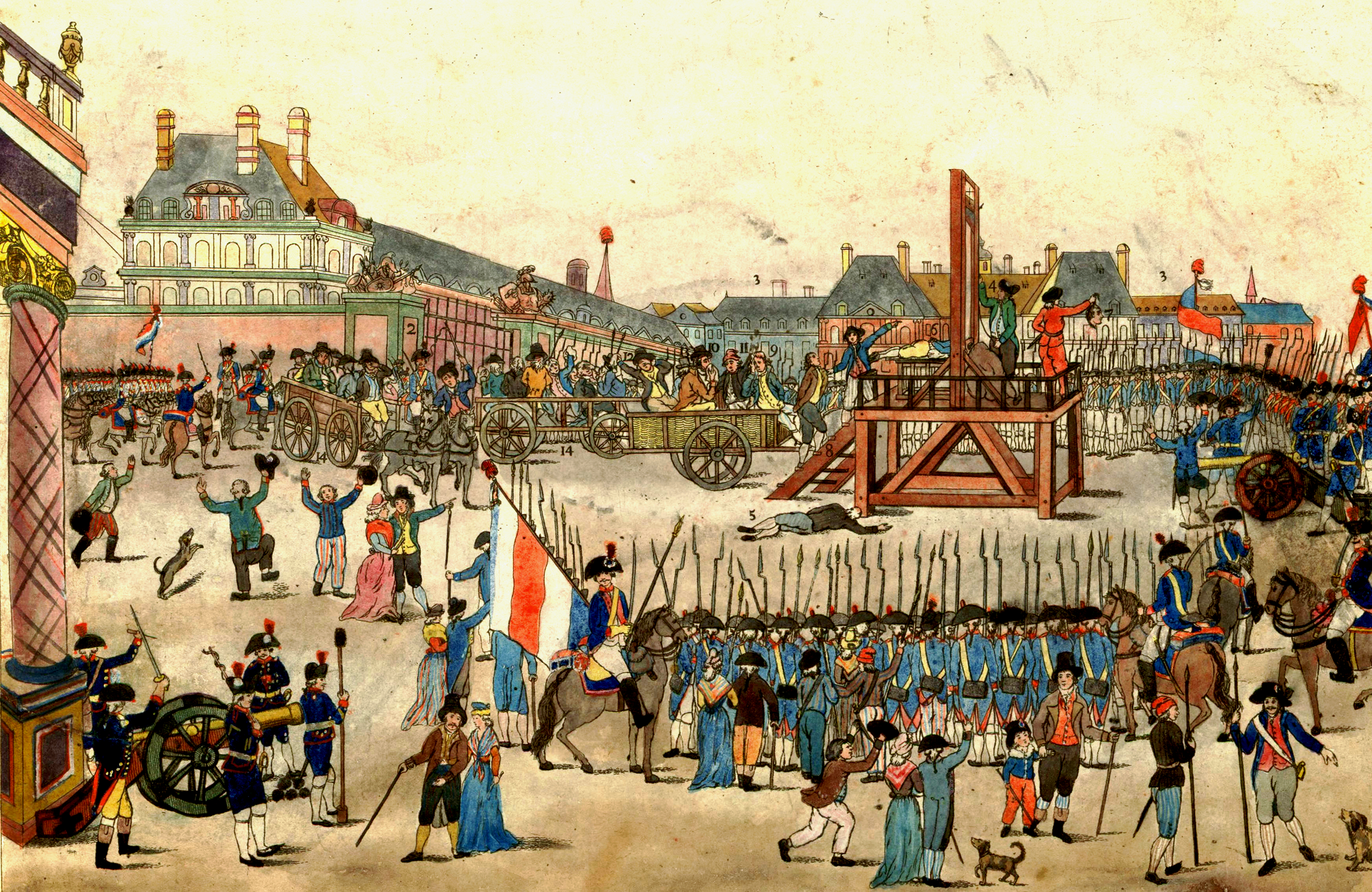
L'esecuzione di Robespierre e del fratello Augustin, assieme a Saint-Just, Couthon (l'uomo sulla ghigliottina) e tutto il gruppo dirigente giacobino robespierrista.

Con la morte di Robespierre finì il periodo del Terrore giacobino e iniziò il governo dei Termidoriani, tra cui vi erano, oltre agli ex giacobini come Barras e Tallien e qualche hebertista, anche molto più estremi di Robespierre tra cui Louis-Marie-Stanislas Fréron e Joseph Fouché, riciclatisi come moderati e uomini d'ordine, molti ex indulgenti dantoniani, membri della Pianura come Emmanuel Joseph Sieyès e alcuni sopravvissuti girondini e realisti, espressione della borghesia moderata e che diedero corso per un certo periodo al cosiddetto Terrore bianco, volto ad eliminare gli oppositori e segnatamente i giacobini; emisero numerose condanne a morte, come numero quasi pari alle precedenti, diffamando ogni azione politica di Robespierre e dei giacobini, e vi furono stragi sommarie e omicidi di presunti giacobini. Il club venne messo fuori legge a novembre (con esso diversi giacobini congiurati), anche se non cessò le sue attività, anche utilizzando altri nomi, in Francia e nelle cosiddette repubbliche sorelle di qualche anno dopo. La maggioranza della nazione accolse con favore la caduta di Robespierre e dei giacobini. Essa ritenne che questo momento decisivo segnasse la fine del rigore e dell'estremismo del governo rivoluzionario e del Terrore. La coalizione che aveva eliminato Robespierre ben presto si disgregò e furono le correnti moderate della Convenzione, affiancati da Tallien, Fréron e Rovère, che dominarono il periodo termidoriano. Sorsero nuovi giornali aderenti alla nuova situazione politica, ricomparvero speculatori e finanzieri.
Solo una minoranza della piccola borghesia e dell'artigianato, impegnata nel governo rivoluzionario in periferia e nei club, comprese l'importanza della caduta di Robespierre e della vittoria dei moderati della Convenzione. In questi ambienti, l'amarezza, la preoccupazione e la disperazione furono diffusi. Alcuni patrioti si suicidarono, ad Arras e a Nîmes si parlò di marciare in aiuto di Robespierre. La madre della Duplay, arrestata con gli altri familiari, si impiccò in cella. Alcuni rifiutarono di credere alle notizie. I Termidoriani avevano ora il potere e la forza per dominare la situazione e repressero facilmente le opposizioni dei partigiani di Robespierre in tutta la nazione. Si procedette ad arresti ed epurazioni immediate contro i cosiddetti "bevitori di sangue", identificati con i giacobini più vicini a Robespierre.

## Opere
La principale opera letteraria di Robespierre è Il terrore e la virtù (1793), nel quale egli sosteneva con grinta le motivazioni che lo avevano spinto ad attuare il Terrore e la necessità di prolungarlo. I suoi scritti precedenti, invece, non ci sono giunti in maniera organica; le opere di Robespierre, ritenute a volte vere e proprie analisi di filosofia della politica, sono costituite in maggioranza da discorsi. La Société des études robespierristes ha pubblicato (1910-1967) le Œuvres di M. Robespierre, in cui sono presenti le opere edite, parte della corrispondenza, i giornali pubblicati e quasi tutti i discorsi pronunciati dall'Incorruttibile. Nel 2000, è stata fatta un riedizione anastatica delle Œuvres. Nel 2007 è uscito l'XI volume delle Œuvres contenente alcune integrazioni non presenti nei precedenti dieci volumi. Nel novembre del 2011 sono stati acquistati dalle Archives nationales alcuni manoscritti di Robespierre che compariranno probabilmente nel XII volume delle Œuvres, in uscita dal 2012-2013. Uno di essi è del 1791 e parla della situazione finanziaria della Francia. Una sottoscrizione popolare ha raccolto inoltre 120.000 euro per acquistare all'asta altri manoscritti dalla casa d'aste inglese Sotheby's, messi all'incanto nel 2012.

## Valutazioni storiche della figura di Robespierre
Robespierre rimane una figura storica molto controversa, ma che ha comunque affascinato gli storici, non soltanto francesi. Lo storico Albert Soboul, ad esempio, ha sottolineato la bontà delle sue riforme, ma ha anche ricordato la sua severità durante il periodo del Terrore. Simon Schama invece punta il dito contro i collaboratori di Robespierre, e rimprovera all'Incorruttibile l'estremizzazione del concetto rivoluzionario. Il contemporaneo Honoré Gabriel Riqueti de Mirabeau disse di lui: "Quest'uomo andrà lontano, perché egli crede in tutto ciò che dice".
Contribuì alla diffusione del pensiero di Robespierre anche il rivoluzionario italo-francese Filippo Buonarroti, suo sostenitore, che lasciò la Francia dopo la cospirazione di Babeuf. Buonarroti sostenne che "il popolo non ha mai avuto un amico più devoto e sincero. Grandi sforzi sono stati fatti per infangare la sua memoria; ora lo si accusa di aver mirato alla dittatura, ora lo si ritiene responsabile di ogni necessaria misura di rigore presa dal governo rivoluzionario. Ma felici, diciamo, sarebbero state la Francia e l'umanità se Robespierre fosse stato un dittatore e avesse potuto porre in atto le sue grandi riforme" e "nella Convenzione toccò a Robespierre combattere simultaneamente il realismo, la cupidigia borghese e l'immoralità degli uomini pubblici. Sua costante preoccupazione fu di riformare sia i comuni sia l'ordine sociale creando istituzioni che servissero da base al maestoso edificio dell'uguaglianza e della repubblica popolare".

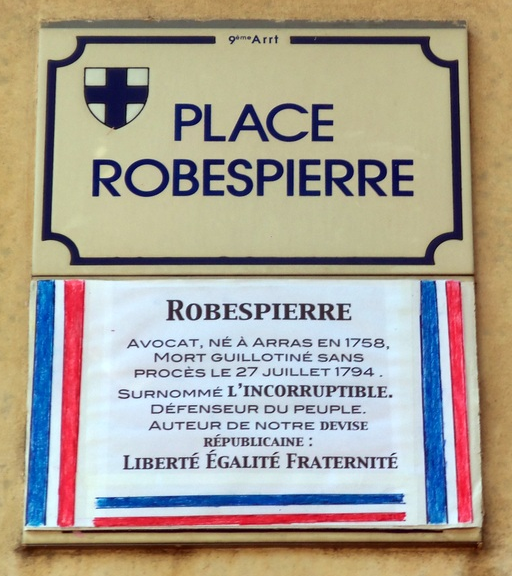
Targa odierna in onore del rivoluzionario in Place Robespierre a Marsiglia ("Robespierre, avvocato, nato ad Arras nel 1758, morto ghigliottinato senza processo il 27 luglio 1794. Soprannominato l'Incorruttibile. Difensore del popolo. Autore delle nostre idee repubblicane: Liberté Egalité Fraternité"

Ernest Hamel, nella sua Storia della grande rivoluzione descrive Robespierre come una vittima di calunnie da parte dei termidoriani: «La tattica dei congiurati fu questa: moltiplicare gli atti d'oppressione e il numero delle esecuzioni capitali, trovare ovunque dei colpevoli, spargere il terrore in tutte le classi sociali e presentare Robespierre come il supremo ordinatore di tutto ciò che si faceva. [...].Andavano ovunque a spargere calunnie sopra calunnie. Dicevano ai nobili: è solo lui solo che vi ha proscritti; ai patrioti: egli vuol salvare i nobili. Lo si mostrava ai preti come il loro persecutore, ai fanatici come il distruttore della religione, ed a tutti gl'innocenti, a tutti i cittadini perseguitati ond'egli assumeva invano la difesa, si diceva: la vostra sorte dipende da lui solo. Giammai la calunnia fu cosi sapiente.»
Secondo uno dei maggiori studiosi della Rivoluzione, nonché biografo di Robespierre, Albert Mathiez "la figura di Robespierre è stata talmente falsata negli ultimi vent'anni, anche da storici repubblicani, che parlare delle idee religiose dell'Incorruttibile può sembrare oggi impresa rischiosa". Mathiez lo definisce anche come padre delle moderne socialdemocrazie. Per Anatole France fu "il più grande statista apparso sulla scena tra il 1789 e il 1794", mentre per la scrittrice George Sand fu "il più grande uomo della rivoluzione e uno dei più grandi della storia". Edgar Quinet affermò invece che "i contemporanei non hanno mai creduto che Robespierre fosse estraneo al Terrore; soltanto alcuni storici hanno sostenuto il contrario", in polemica con Louis Blanc. Michel Vovelle accusa la storiografia dominante di trattare benevolmente Danton e Napoleone Bonaparte, e che quest'ultimo causò molti più morti di Robespierre.
Anche Max Gallo, noto biografo di Napoleone, ha espresso un giudizio positivo, distinguendo nettamente Robespierre da altri rivoluzionari come Lenin o Stalin. La storiografia di area conservatrice e cattolica mantiene invece un giudizio negativo su di lui e sulla rivoluzione in generale, mentre quella di area ebraica lo vede con favore per il suo attivismo nella causa dell'emancipazione del popolo israelita dai ghetti, e la sua decisa pronuncia contro razzismo e antisemitismo.

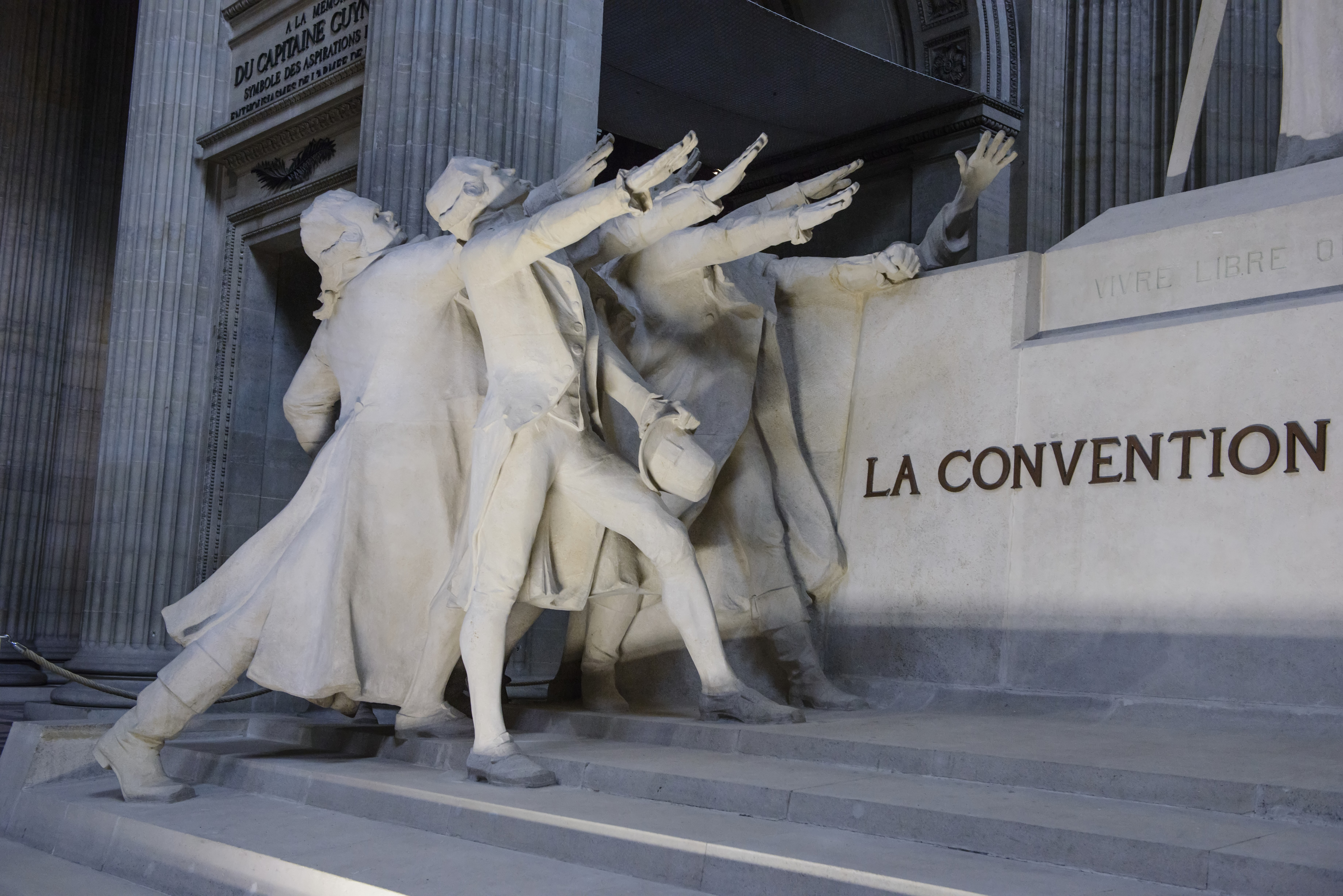
Particolare dell'Altare della Convenzione al Panthéon: sono visibili, nel gruppo scultoreo di sinistra, le statue di Danton e Robespierre (in primo piano tra le statue).

Giuseppe Mazzini, patriota repubblicano italiano, pur deprecando gli eccessi del governo giacobino, da lui attribuiti al voler applicare formule troppo astratte e filosofiche alla realtà, citò anche proposizioni di Robespierre nei suoi scritti, mentre la sua concezione politico-religiosa, in parte ispirata a Rousseau, trova notevoli somiglianze con quella dell'Incorruttibile. Era infatti stato amico, pur divergendo su molte idee, del vecchio giacobino Filippo Buonarroti, e simpatizzante giacobino era stato anche il padre Giacomo ai tempi della Repubblica Ligure. Una stazione della metropolitana di Parigi, nonché alcuni luoghi pubblici, portano il suo nome, mentre spesso si sono rilevate polemiche su nuove intitolazioni di vie e piazze, in Francia e all'estero, come in Italia. È ricordato inoltre nel gruppo scultoreo dell'altare della Convenzione al Pantheon di Parigi.

## Nella cultura di massa

### Letteratura
- Samuel Taylor Coleridge, The Fall of Robespierre (1794)
- Vincenzo Monti, In morte di Lorenzo Mascheroni (1831)
- Vittorio Alfieri, Dialogo tra l'ombre di Luigi XVI e di Robespierre, da Il Misogallo (1797 circa)
- Giosuè Carducci, Per il LXXVIII anniversario dalla proclamazione della Repubblica Francese, da Giambi ed Epodi (1870)
- Edward Bulwer Lytton, Zanoni (1842)
- Victor Hugo, Novantatré (1874)
- Emma Orczy, La Primula Rossa, ciclo di romanzi; Robespierre è l'antagonista principale
- Mathieu Gabella, Roberto Meli, Hervé Leuwers, Robespierre, Historica Biografie n. 5, Mondadori, 2017

### Fumetti
- Nella collana fumettistica "Le Storie" della Sergio Bonelli Editore, Robespierre è un personaggio e amico del protagonista nel primo fumetto "Il Boia di Parigi".
- Nel numero 29 ("Termidoro") della serie Sandman, di Neil Gaiman, Robespierre è l'antagonista principale: cercherà di far confessare a Lady Constantine (ava di John Constantine), dove ha nascosto la testa di Orfeo, figlio di Morfeo, protagonista della serie.
- Robespierre è un personaggio dell'anime Lady Oscar tratto dal manga Le rose di Versailles di Ryoko Ikeda.

### Cinema
| Anno      | Film | Attore                                                                     | Note                                                                     |
| --------- | --- | -------------------------------------------------------------------------- | ------------------------------------------------------------------------ |
| 1897      | La mort de Robespierre |                                                                            | Cortometraggio                                                           |
| 1912      | La fin de Robespierre | Georges Saillard                                                           | Cortometraggio                                                           |
| 1913      | Robespierre | William E. Shay                                                            | Cortometraggio                                                           |
| 1919      | The Elusive Pimpernel | A.C. Fotheringham-Lysons                                                   | Dal romanzo La Primula Rossa di Emma Orczy                               |
| 1921      | Danton | Werner Krauss                                                              |                                                                          |
| 1921      | Le due orfanelle (Orphans of the Storm) | Sidney Herbert                                                             |                                                                          |
| 1922      | Marie Antoinette - Das Leben einer Königin | Georg John                                                                 |                                                                          |
| 1923      | Scaramouche | Fuerburg De Garcia                                                         | Dal romanzo omonimo di Rafael Sabatini                                   |
| 1923      | L'enfant roi | Marcel Girardin                                                            |                                                                          |
| 1925      | Madame Sans-Gêne | José Roland                                                                |                                                                          |
| 1926      | Jean Chouan | Jean Debucourt                                                             |                                                                          |
| 1927      | Napoleone (Napoléon vu par Abel Gance) | Edmond Van Daële                                                           |                                                                          |
| 1928      | Il trionfo della primula rossa (The Triumph of the Scarlet Pimpernel)                                                                                        | Nelson Keys                                                                |                                                                          |
| 1930      | La fanciulla di Saint Cloud (Captain of the Guard) | George Hackathorne                                                         |                                                                          |
| 1931      | Danton | Gustaf Gründgens                                                           |                                                                          |
| 1934      | La primula rossa (The Scarlet Pimpernel) | Ernest Milton                                                              | Dal romanzo omonimo di Emma Orczy                                        |
| 1935      | Napoléon Bonaparte | Edmond Van Daële                                                           |                                                                          |
| 1937      | Il trionfo della primula rossa (The Return of the Scarlet Pimpernel)                                                                                         | Henry Oscar                                                                |                                                                          |
| 1938      | Maria Antonietta (Marie Antoinette) | George Meeker                                                              |                                                                          |
| 1941      | Madame Sans-Gêne | Paul Amiot                                                                 |                                                                          |
| 1944      | Booby Hatched | Mel Blanc                                                                  |                                                                          |
| 1946      | Il cavaliere in nero (The Laughing Lady) | Charles Goldner                                                            |                                                                          |
| 1949      | Il regno del terrore (Reign of Terror) | Richard Basehart                                                           |                                                                          |
| 1950      | La montagne est verte | André Reybaz                                                               | Cortometraggio                                                           |
| 1954      | Versailles (Si Versailles m'était conté) | Jacques Berthier                                                           |                                                                          |
| 1955      | Napoleone Bonaparte | Jacques Sablon                                                             |                                                                          |
| 1957      | "The Magnificent Egotist", episodio della serie BBC Sunday-Night Theatre                                                                                     | Cyril Shaps                                                                |                                                                          |
| 1958      | "La mort de Marie-Antoinette", episodio della serie La caméra explore le temps                                                                               | Michel Bouquet                                                             |                                                                          |
| 1959      | "Danton's Death", episodio della serie World Theatre | Harold Lang                                                                |                                                                          |
| 1961      | Marceau ou Les enfants de la république | François Marié                                                             | Film televisivo                                                          |
| 1962      | Arme Bitos | Paul Steenbergen                                                           | Film televisivo                                                          |
| 1962      | I Giacobini | Serge Reggiani                                                             | Sceneggiato televisivo                                                   |
| 1963      | Dantons Tod | Wolfgang Büttner                                                           | Film televisivo                                                          |
| 1963      | Der arme Bitos... oder Das Diner der Köpfe | Joachim Teege                                                              | Film televisivo                                                          |
| 1964      | "La primula rossa", episodio della serie Biblioteca di Studio Uno                                                                                            | Renato Rascel                                                              | Dal romanzo La Primula Rossa di Emma Orczy                               |
| 1964      | "The Tyrant of France", "A Bargain of Necessity" e "Prisoners of Conciergerie", episodi della serie Doctor Who                                               | Keith Anderson                                                             | Serie televisiva di fantascienza                                         |
| 1964      | "La terreur et la vertu - Première partie: Danton" e "La terreur et la vertu - Deuxième partie: Robespierre", episodi della serie La caméra explore le temps | Jean Négroni                                                               |                                                                          |
| 1965      | "Poor Bitos", episodio della serie Theatre 625 | Peter Woodthorpe Kevin Bennett (Robespierre bambino)                       |                                                                          |
| 1966      | I due sanculotti | Silvano Tranquilli                                                         | Film commedia                                                            |
| 1966      | Carry On... Don't Lose Your Head | Peter Gilmore                                                              | Film commedia                                                            |
| 1967      | Valmy | Bernard Dhéran                                                             | Film televisivo                                                          |
| 1967      | "El sillón vacío", episodio della serie Estudio 1 | Agustín González                                                           |                                                                          |
| 1969      | Pravdu! Nichego, krome pravdy! | Oleg Borisov                                                               |                                                                          |
| 1969      | The Elusive Pimpernel | Jimmy Gardner                                                              | Miniserie televisiva                                                     |
| 1970      | La mort de Danton | Alain Mottet                                                               | Film televisivo                                                          |
| 1970      | "Danton", episodio della serie Biography | Alan Dobie                                                                 |                                                                          |
| 1970      | Der Polizeiminister 1759-1820 Joseph Fouché | Otto Kurth                                                                 | Film televisivo                                                          |
| 1973      | "Histoire de la Révolution", episodio della serie Les cent livres des hommes                                                                                 | Philippe Adrien                                                            |                                                                          |
| 1973      | "Buttons", episodio della serie Once Upon a Time | Dinsdale Landen                                                            |                                                                          |
| 1975      | Saint-Just ou La force des choses | Pierre Vaneck                                                              | Film televisivo                                                          |
| 1977      | Der Blitzprozess | Erwin Berner                                                               | Film televisivo                                                          |
| 1977      | Dantons Tod | Jürgen Hentsch                                                             | Film televisivo                                                          |
| 1977      | Les apprentis sorciers | Jean-Pierre Kalfon                                                         |                                                                          |
| 1978      | Rejtekhely | Lajos Öze                                                                  | Film televisivo                                                          |
| 1978      | A Danton-ügy | Tamás Jordán                                                               | Film televisivo                                                          |
| 1978      | "Lazare Carnot ou Le glaive de la révolution", episodio della serie Les samedis de l'histoire                                                                | Michel Favory                                                              |                                                                          |
| 1978      | Les amours sous la révolution: La passion de Camille et Lucile Desmoulins                                                                                    | François Patrice                                                           | Film televisivo                                                          |
| 1978      | "Danton's Death", episodio della serie BBC Play of the Month                                                                                                 | Ian Richardson                                                             |                                                                          |
| 1979      | Joséphine ou la comédie des ambitions | Jean-Paul Farré                                                            | Miniserie televisiva                                                     |
| 1979      | Lady Oscar (Lady Oscar) | Christopher Ellison                                                        | Dal manga omonimo di Riyoko Ikeda                                        |
| 1979-1980 | Lady Oscar (Versailles no bara to onnatachi) | ???????                                                                    | Serie d'animazione tratta dal manga omonimo di Riyoko Ikeda              |
| 1980      | I visitatori (Les visiteurs) | Féodor Atkine                                                              | Miniserie televisiva                                                     |
| 1981      | Dantons Tod | Heribert Sasse                                                             |                                                                          |
| 1982      | Malesherbes, avocat du roi | Alain Ollivier                                                             | Film televisivo                                                          |
| 1982      | Le serin du major | Jean-Paul Farré                                                            | Film televisivo                                                          |
| 1982      | La primula rossa (The Scarlet Pimpernel) | Richard Morant                                                             | Film televisivo                                                          |
| 1983      | Danton (Danton) | Wojciech Pszoniak                                                          |                                                                          |
| 1985      | La vera storia della rivoluzione francese (Liberté, égalité, choucroute)                                                                                     | Roland Giraud                                                              |                                                                          |
| 1986      | Dantons dood | Jack Vecht                                                                 | Film televisivo                                                          |
| 1987      | Napoleone e Giuseppina (Napoleon and Josephine: A Love Story)                                                                                                | Marc de Jonge                                                              | Miniserie televisiva                                                     |
| 1989      | Manon Roland | Didier Sandre                                                              | Film televisivo                                                          |
| 1989      | Achterloo IV | Georg Preuße                                                               | Film televisivo                                                          |
| 1989      | La rivoluzione francese (La révolution française) | Steve Carretero (Robespierre giovane) Andrzej Seweryn (Robespierre adulto) | Miniserie televisiva                                                     |
| 1989      | A megközelíthetetlen | Sándor Szakácsi                                                            | Film televisivo                                                          |
| 1989      | "La rosa bianca di Tallien", episodio della serie Il corpo di Marianna - Storie d'amore nella Rivoluzione Francese                                           | Philippe Dormoy                                                            |                                                                          |
| 1989      | "Un citoyen sans importance", episodio della serie Cinéma 16                                                                                                 | Jean-Marie Fertey                                                          |                                                                          |
| 1994      | Episodio 1x14 della serie Ideias Com História | Júlio Martin                                                               |                                                                          |
| 1999      | Il mondo di Sophie (Sofies verden) | Christian Skolmen                                                          | Film non storico tratto dal romanzo Il mondo di Sofia di Jostein Gaarder |
| 2000      | "Révolution", episodio della serie La cape et l'épée | Maurice Barthélémy                                                         |                                                                          |
| 2000      | Sade | Scali Delpeyrat                                                            |                                                                          |
| 1999-2000 | La primula rossa (The Scarlet Pimpernel) | Ronan Vibert                                                               | Miniserie televisiva                                                     |
| 2001      | La nobildonna e il duca (L'anglaise et le duc) | François-Marie Banier                                                      |                                                                          |
| 2003      | A World in Arms | Martin Hodgson                                                             | Miniserie televisiva                                                     |
| 2005      | The French Revolution | George Ivascu                                                              | Film televisivo                                                          |
| 2008      | Charlotte Corday | Franck Adrien                                                              | Film televisivo                                                          |
| 2009      | Terror! Robespierre and the French Revolution | Stephen Hogan                                                              | Film televisivo                                                          |
| 2009      | "L'évasion de Louis XVI", episodio della serie Ce jour là, tout a changé                                                                                     | Renaud Garnier-Fourniquet                                                  |                                                                          |
| 2013      | Danton | David Verne                                                                |                                                                          |
| 2013      | Une femme dans la Révolution | Alex Lutz                                                                  | Miniserie televisiva                                                     |
| 2014      | Mr. Peabody e Sherman (Mr. Peabody & Sherman) | Guillaume Aretos (voce)                                                    | Film d'animazione non storico                                            |
| 2016      | I visitatori 3 - Liberté, egalité, fraternité | Nicolas Vaude                                                              |                                                                          |
| 2017      | Un peuple et son roi | Louis Garrel                                                               |                                                                          |
| 2023      | Napoleon | Sam Troughton                                                              |                                                                          |

### Musica
- Offlaga Disco Pax, Robespierre, dall'album Socialismo tascabile (2005)

### Videogiochi
Robespierre è presente come antagonista in Assassin's Creed: Unity dove bisognerà screditarlo.
Compare anche, con altri protagonisti della Rivoluzione francese, in We. the Revolution.

### Edizioni delle opere di Robespierre
- (FR) Ouvres de Maximilien Robespierre, Paris, Società di studi robespierristi, 1866 e 1910-2011.
- La Rivoluzione giacobina, a cura di G. Cantoni, Milano, 1953.
- I principi della democrazia, a cura di A.M. Battista, Pescara, 1983.
- Scritti rivoluzionari, Milano, M&B Publishing, 1996, ISBN 88-86083-08-4.
- Il Terrore e la Rivoluzione giacobina, Collana I Nasi, PGreco, 2012, ISBN 978-88-95563-64-0.